# Liste mennonitischer Friedhöfe
Diese Liste enthält eine Übersicht über bestehende und frühere Friedhöfe und Begräbnisplätze, die überwiegend oder ausschließlich von Mennoniten bzw. Mennonitengemeinden genutzt, belegt oder unterhalten wurden oder werden. Es können darüber hinaus auch solche Friedhöfe etc. aufgeführt werden, die für Mennoniten zeitweise oder andauernd wichtige Begräbnisplatze darstellen, beispielsweise kirchliche oder kommunale Friedhöfe mit einem hohen Anteil von dort beigesetzten Mennoniten. Einbezogen werden auch Friedhöfe von Amischen bzw. amischen Gemeinden. Vollständigkeit ist nicht gegeben.

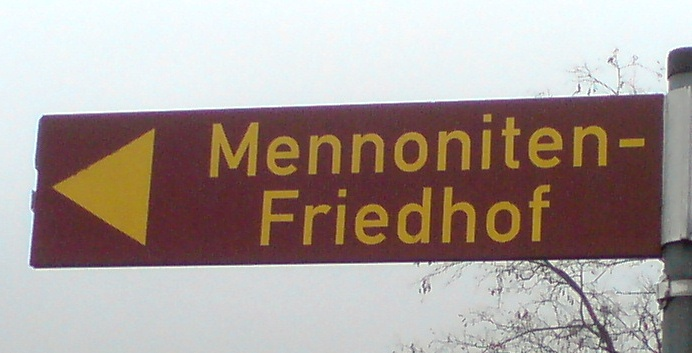
Hinweisschild

## Historische Hintergründe
Häufig war es Mennoniten als religiöser Minderheit nicht erlaubt, ihre Toten auf öffentlichen bzw. kirchlichen Friedhöfen beizusetzen, allenfalls unter diskriminierenden Bedingungen, etwa grundsätzlich am Rand. Eine literarische Verarbeitung schildert dieses Phänomen folgendermaßen:

„Ich erzähle euch noch eine Geschichte über die Mennoniten in der Pfalz“, sagte ich. „Nicht nur die lebenden Mennoniten wurden in dieser Gegend schlecht behandelt; auch die Toten wurden beleidigt und erniedrigt. Da auch die Mennoniten nicht zu den offiziellen Religionen gehörten, verweigerte man ihnen das Begräbnisrecht auf den öffentlichen Friedhöfen.

Da war zum Beispiel ein Mennonit aus Kaiserslautern verstorben und auf dem Friedhof der Stadt begraben worden. Der örtliche Pfarrer wußte nichts davon, weil er auf Reisen war. Als der Pfarrer zurückkam und davon hörte, daß ein Mennonit unrechtmäßig auf dem Friedhof bestattet worden war, rief er die städtische Polizei. Gemeinsam grub man die Leiche aus und vergrub sie vor der Mauer des Friedhofs. Wie ein Chronist vermutet, wollte man den Mennoniten damit zeigen, was die Kirche und die Öffentlichkeit von ihnen hielten.“

Es handelt sich dabei um eine Erfahrung, die auch andere, später entstandene Freikirchen in Deutschland machen mussten:

„Bis weit in das 20. Jahrhundert, ja gelegentlich bis nach dem Zweiten Weltkrieg, kam es im Zusammenhang mit Beerdigungen immer wieder zu Irritationen zwischen Landeskirchen und Freikirchen. Die Friedhöfe waren größtenteils in kirchlichem Besitz. Daher konnten die landeskirchlichen Pfarrer den freikirchlichen Predigern den Zutritt zu den Friedhöfen verwehren. Es konnte vorkommen, dass Familien ein Grab am Randes des Friedhofes erwarben, so dass der freikirchliche Prediger von jenseits des Zaunes ein Gebet sprechen oder eine Ansprache halten konnte. Vorzugsweise jedoch verwies man die verstorbenen Freikirchler in die Selbstmörderecke des Friedhofes. Dass kein Geläut erklang, war noch lange nach dem Zweiten Weltkrieg die Regel. ... Notgedrungen ... legten mehrere Gemeinden eigene Friedhöfe an.“

Ein sehr geraffter Überblick schildert die Lage im Blick auf die Mennoniten:

„Schon sehr früh verfügten die Gemeinden Friedrichstadt/Eider und Hamburg-Altona über einen eigenen Friedhof. ... Westpreußische Mennonitengemeinden hatten ebenfalls eigene Friedhöfe. ... Auch in der Pfalz sind mennonitische und amische Friedhöfe zwar weiterhin vorhanden, werden aber nicht mehr gepflegt. Sie liegen oft nahe bei den Höfen, die von Mennoniten oder Amischen bewirtschaftet wurden, und sind teilweise durch schöne Mauern eingefasst. Andere Friedhöfe ... werden weiterhin genutzt.
Im Donaumoos liegt der Forsthof... Da die Eigentümer des Forsthofes ihre Toten nicht auf dem Friedhof des nahen Ortes Ried beerdigen durften, legten sie 200 m südöstlich des Forsthofes einen eigenen Friedhof an.“

Die Situation im Bayern des 19. Jahrhunderts wird so beschreiben:

„Das Anderssein der Mitglieder dieser Glaubensrichtung führte zu Konflikten mit den bestehenden großen Glaubensrichtungen aber auch mit staatlichen Stellen, soweit kirchliche Belange durch staatliche Gesetze geregelt waren. ... Auch war bei den Mennoniten bestehende Regelung, dass nur Erwachsene getauft werden durften, also die Kleinkindtaufe nicht zum Tragen kam. Starb ein Kleinkind der Mennoniten, so wurde ihm ein Begräbnis auf dem christlichen Friedhof verwehrt, weil es ungetauft war. Zum anderen brachten die Mennoniten als Tradition aus der Pfalz den Brauch mit ihre Toten auf ihrem eigenen Hof zu bestatten. Es gibt deshalb nur wenige Friedhöfe der Mennoniten ... ,“

wobei sich die Situation nach Zeit und Ort im Einzelnen auch unterschiedlich darstellen konnte.

## Deutschland

### Andernach-Eich(zwischen Eich und demKrayer Hof)
Mennonitenhöfe und der kleine Mennonitenfriedhof [...] sind Reste einer kleinen amischen „Schwitzer“gemeinde, die sich um 1730 von der Neuwieder [Mennoniten-]Gemeinde abgespalten hat, heute aber wieder in ihrer sehr verringerten Zahl zur Ursprungsgemeinde gehört. Der Pönterhof und der Krayer Hof sind 1827 von Mennoniten übernommen worden; der letzte Mennonit vor Ort ist 1943 verstorben. Die inzwischen evangelischen Nachkommen pflegen und belegen den Friedhof nach wie vor.

### Bolanden
Unter nassau-weilburgischer Herrschaft mussten die Mennoniten vom Weierhof und Umgebung ihre Toten in Bolanden bestatten. Dort war ihnen das Gelände neben der alten Klosterkirche als Begräbnisplatz angewiesen worden, weil, von Ausnahmen abgesehen, auf den „öffentlichen Friedhöfen“ für Mennoniten kein Platz war. Ab 1812/13 verfügten die Mennoniten über einen eigenen Friedhof auf dem Weierhof (siehe unten unter Bolanden-Weiherhof).

### Bolanden-Weierhof

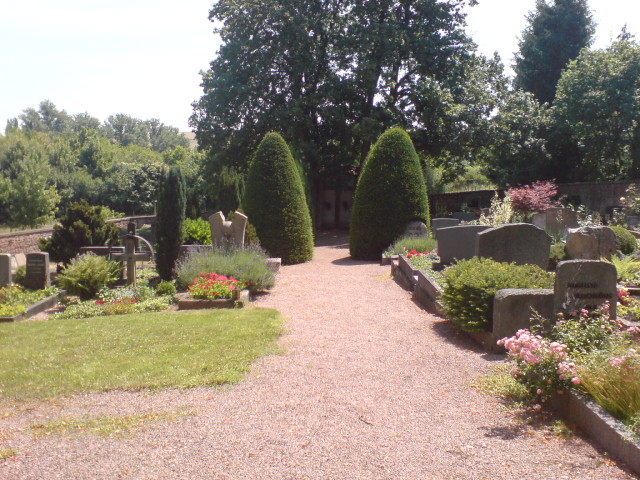
Weierhof

Der Friedhof befindet sich in unmittelbarer Nachbarschaft der früheren, ersten mennonitischen Kirche auf dem Weierhof.
Er wurde 1812/13 erworben und fertiggestellt. Der erste Tote konnte wegen der schon fortgeschrittenen Vorarbeiten aber bereits 1811 beigesetzt werden. Damit war der Begräbnisplatz neben dem Kloster Bolanden (siehe oben unter Bolanden) entbehrlich geworden.

### Frankenstein-Diemerstein

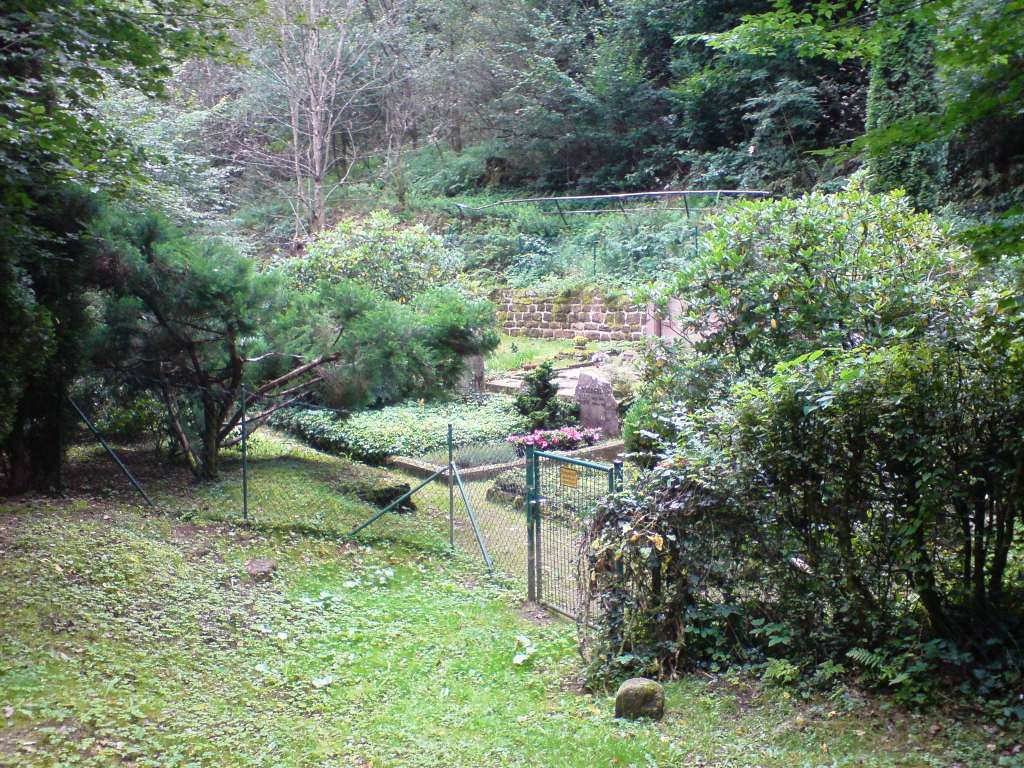
Diemerstein

Nachdem Beerdigungen auf dem protestantischen Friedhof immer mehr erschwert worden waren, stiftete 1783 ein Erbbeständer ein Grundstück. 1956 wurde der Friedhof in die Stiftung Waldfriedhof der Familie Goebels in Diemerstein/Pfalz überführt. Er wird bis in die Gegenwart belegt.

### Frankenthal-Eppstein
Vor der Mennonitenkirche Eppstein befindet sich ein kleiner Friedhof.

### Friedrichstadt
Der Friedhof befindet sich hinter der Mennonitenkirche und wird bis in die Gegenwart genutzt. Aus dem 18. Jahrhundert sind noch Grabsteine vorhanden. Auch existiert ein Begräbnisbuch aus derselben Zeit.

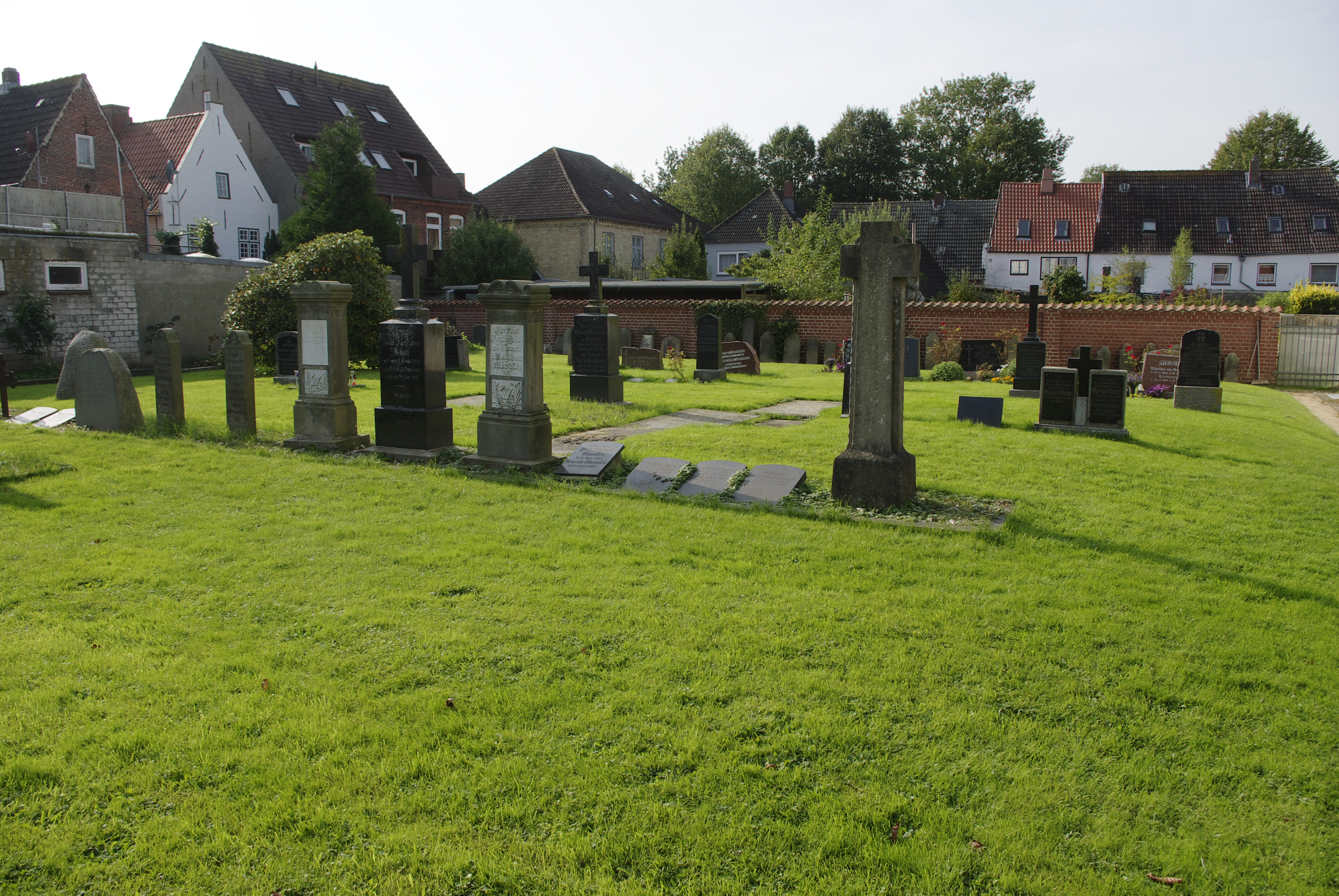
Blick auf den Friedhof
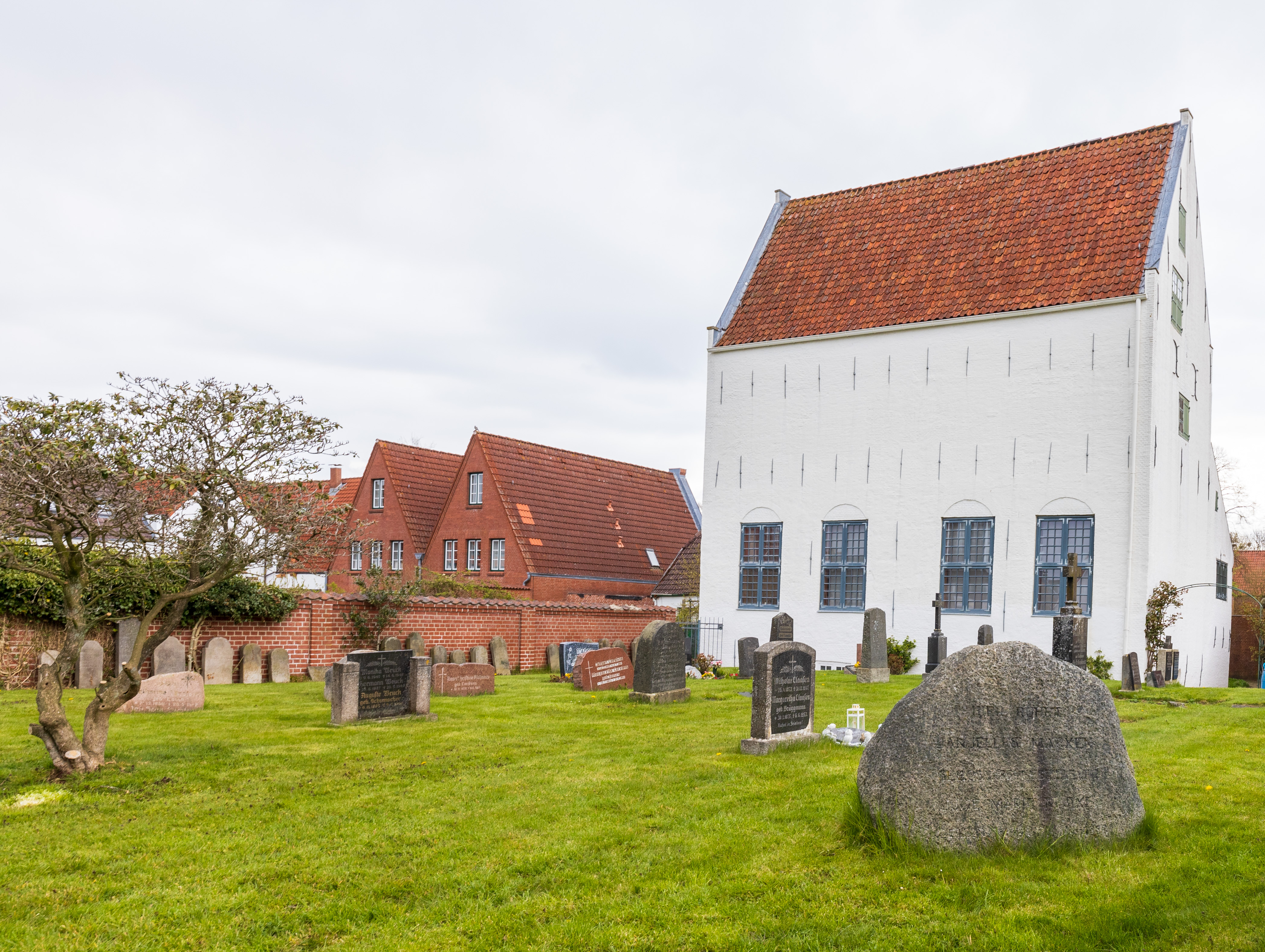
Friedhof und Mennonitenkirche

### Glückstadt
In einem Lexikonartikel finden sich u. a. folgende Informationen zum früheren mennonitischen Friedhof in Glückstadt:

„[1631 erhalten die Mennoniten] zusammen mit den Calvinisten und Remonstranten zwei Morgen Land außerhalb der Stadt für 50 Rthlr. überlassen zur Anlage eines Friedhofes. (Er besteht heute als katholischer Kirchhof, ohne Erinnerungen aus früherer Zeit, z. B. Grabsteine, noch aufzuweisen). [...] Das Verhältnis der Mennoniten zu den anderen Konfessionen ist wohl im ganzen ordentlich gewesen, nur eine Ausnahme ist uns bekannt. Im Winter 1684/85 wurde es gestört durch einen Streit mit den Reformierten, um die Kirchhofschlüssel, mit deren Besitz die Einkünfte des Friedhofes verbunden waren. Die Schlüssel waren bislang in den Händen der Deputierten der Nation, was lange Zeit zwei Reformierte gewesen waren. Als nach dem Tod des einen Daniel v. d. Smissen Mitdeputierter wurde, behaupteten die Reformierten, sie gehörten ihrer Konfession. Präsident und Rat ergriffen die Partei der Reformierten, die Regierungskanzlei, an die D. v. d. Smissen und Lambert Gerts als Vorsteher der Mennoniten appellierten, stellten sich im wesentlichen auf deren Seite im schließlichen Entscheid. (Nach dem Aussterben der Mennoniten wurde der Friedhof den Reformierten allein überlassen). [...] Um 1740 starb der letzte [Mennonit].“

Der katholische Friedhof wird seit Mitte der 1960er Jahre nicht mehr belegt. Es ist geplant, die inzwischen nicht mehr genutzte Friedhofskapelle von 1692 als Kolumbarium (Urnenhaus) umzubauen.

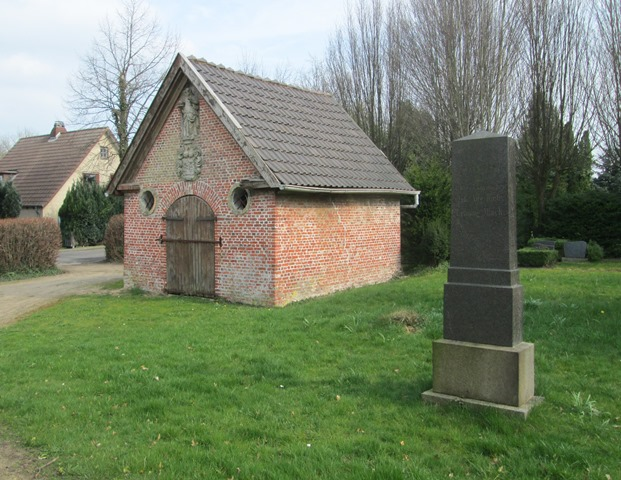
Kapelle von 1692 auf dem Reformierten (Niederländischen) Friedhof, belegen am Holländergang außerhalb des Stadtgrabens
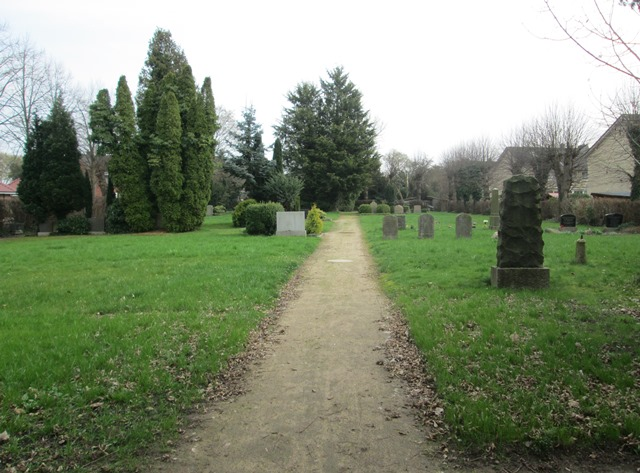
Eindruck vom heutigen Zustand (2017).

### Goch
An der Ecke Kalkarer Straße / Pfalzdorfer Straße befindet sich eine Grünfläche, ein Ehemaliger evangelischer, mennonitischer sowie jüdischer Friedhof (Nr. 104 der Baudenkmäler in Goch). Auf Basis eines Erbpachtvertrages wurde er zwischen Stadt einerseits und der evangelischen und der Mennonitengemeinde andererseits an der Kuhstraße / Calcarerstraße 1822 eingeweiht. Er befindet sich in direkter Nachbarschaft zum seinerzeit neu geplanten jüdischen Friedhof.

### HambergebeiLübeck

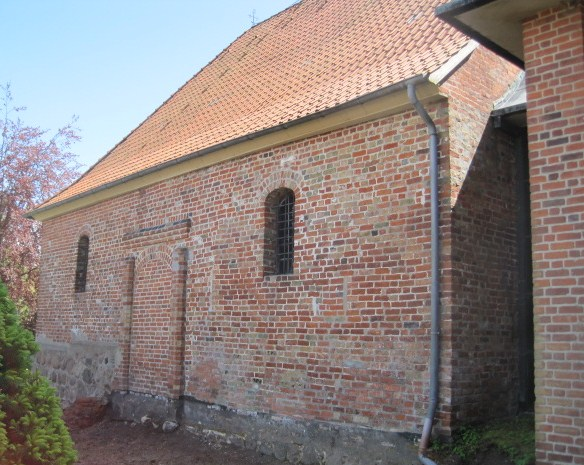
Vermauertes Nordportal der Hamberger Kirche

Als die Lübecker Mennoniten noch kein Begräbnisrecht innerhalb der Stadtgrenzen besaßen, mussten sie ihre Toten gegen eine entsprechende Zahlung auf der Südseite des außerhalb der Hansestadt befindlichen Friedhofes in dem zum Domkapitel des Lübecker Doms gehörenden Dorf Hamberge begraben. Dabei wurde der Sarg von Nord nach Süd durch die Kirche getragen, woran heute noch die beiden korrespondierenden und inzwischen zugemauerten Seitenportale der Dorfkirche Hamberge erinnern. Überreste des früheren Begräbsnisortes der Lübecker Mennonitengemeinde im südlichen Teil des Kirchhofes nahe der Trave sind nicht mehr vorhanden. Auch etwaige Hinweistafeln oder ähnliches gibt es nicht.

### Hamburg-AltonainAltona-Altstadt

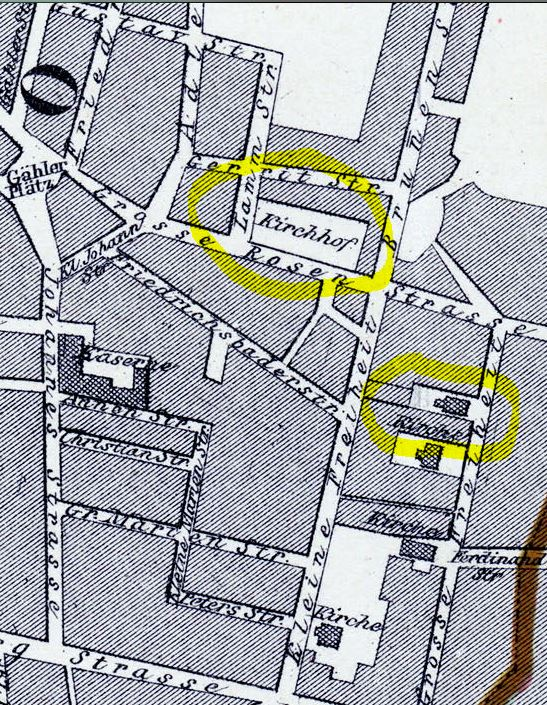
Altona 1880: Der damalige mennonitische Friedhof („Kirchhof“) und die damalige Mennonitenkirche sind markiert

Der erste mennonitische Friedhof in Altona war 1678 angelegt worden (zuvor waren Mennoniten aus Altona auf dem Friedhof der Reformierten beigesetzt worden, die aus Hamburg auf dem Friedhof der St.-Nikolai-Kirche). Er befand sich an der heutigen Ecke Paul-Roosen-Str. / Lammstraße. Er wurde von Mennoniten aus Altona wie aus Hamburg (damals zwei Städte in zwei verschiedenen Staaten) genutzt. Ab 1873 wurden keine Neubelegungen mehr gestattet. Der Zustand des Friedhofs verschlechterte sich im Laufe der Jahrzehnte so sehr, dass er von der Mennonitengemeinde 1936 schließlich aufgegeben und verkauft wurde.

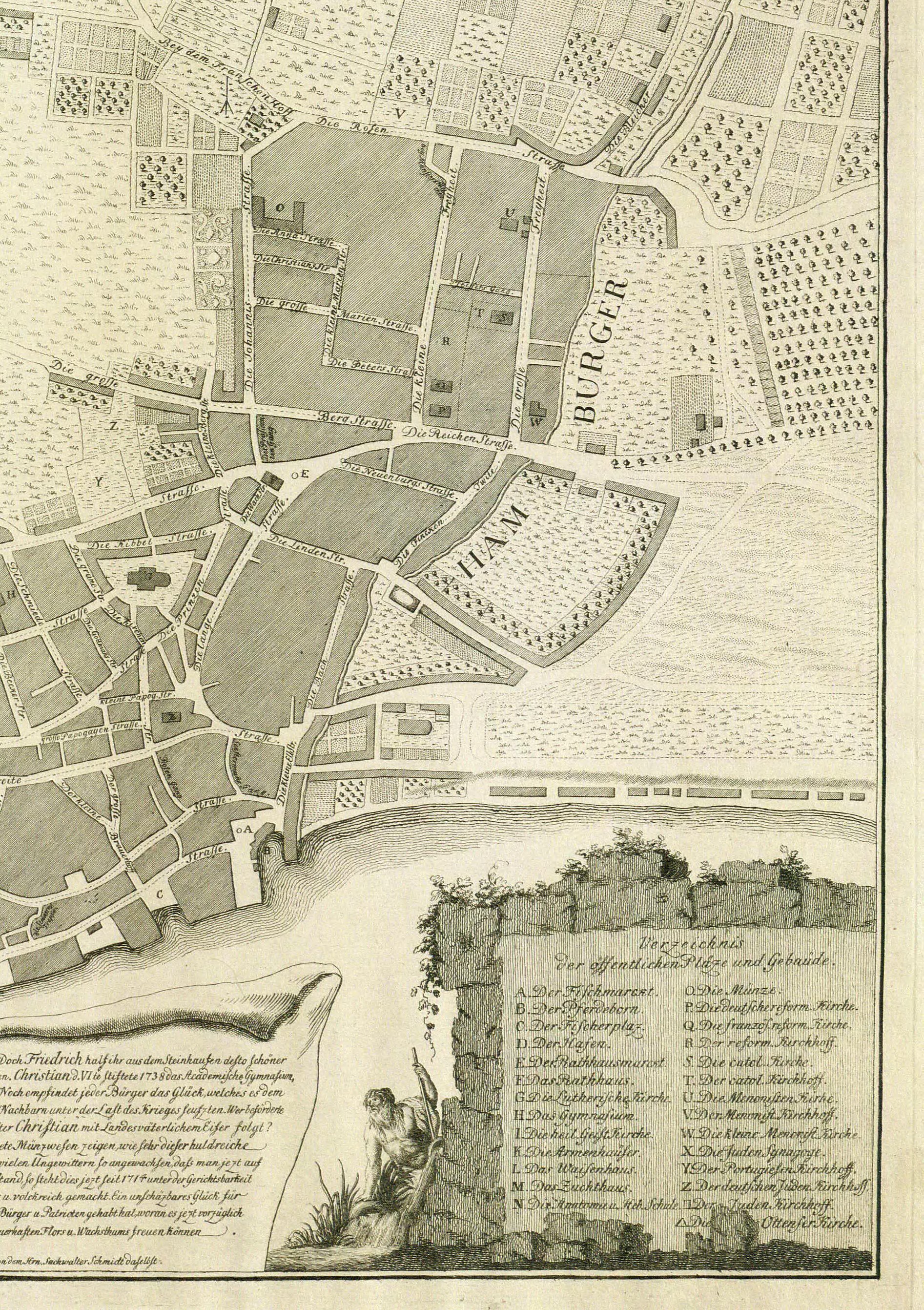
Altona 1770: Der damalige mennonitische Friedhof ist am oberen Rand der Karte mit einem „V“ gekennzeichnet, die Mennonitenkirche östlich davon mit einem „U“ (Bild zum Vergrößern anklicken)

### Hamburg-Altonain Bahrenfeld
Der Friedhof befindet sich im Ortsteil Bahrenfeld in Hamburg-Altona. Diese Begräbnisstätte ist heute der kleinste Friedhof der Hansestadt. Die Aufsicht über den Friedhof führt der Gemeinderat der Mennonitengemeinde zu Hamburg und Altona.
1873 eingeweiht, kam ein Jahr später noch eine Kapelle hinzu. Vom Vorgänger-Friedhof an der Großen Roosenstraße konnten eine Reihe von Grabplatten hierher überführt werden. Ein Teil des Friedhofes steht heute unter Denkmalschutz. – Beigesetzt werden Mennoniten, aber auch Gemeindefremde.

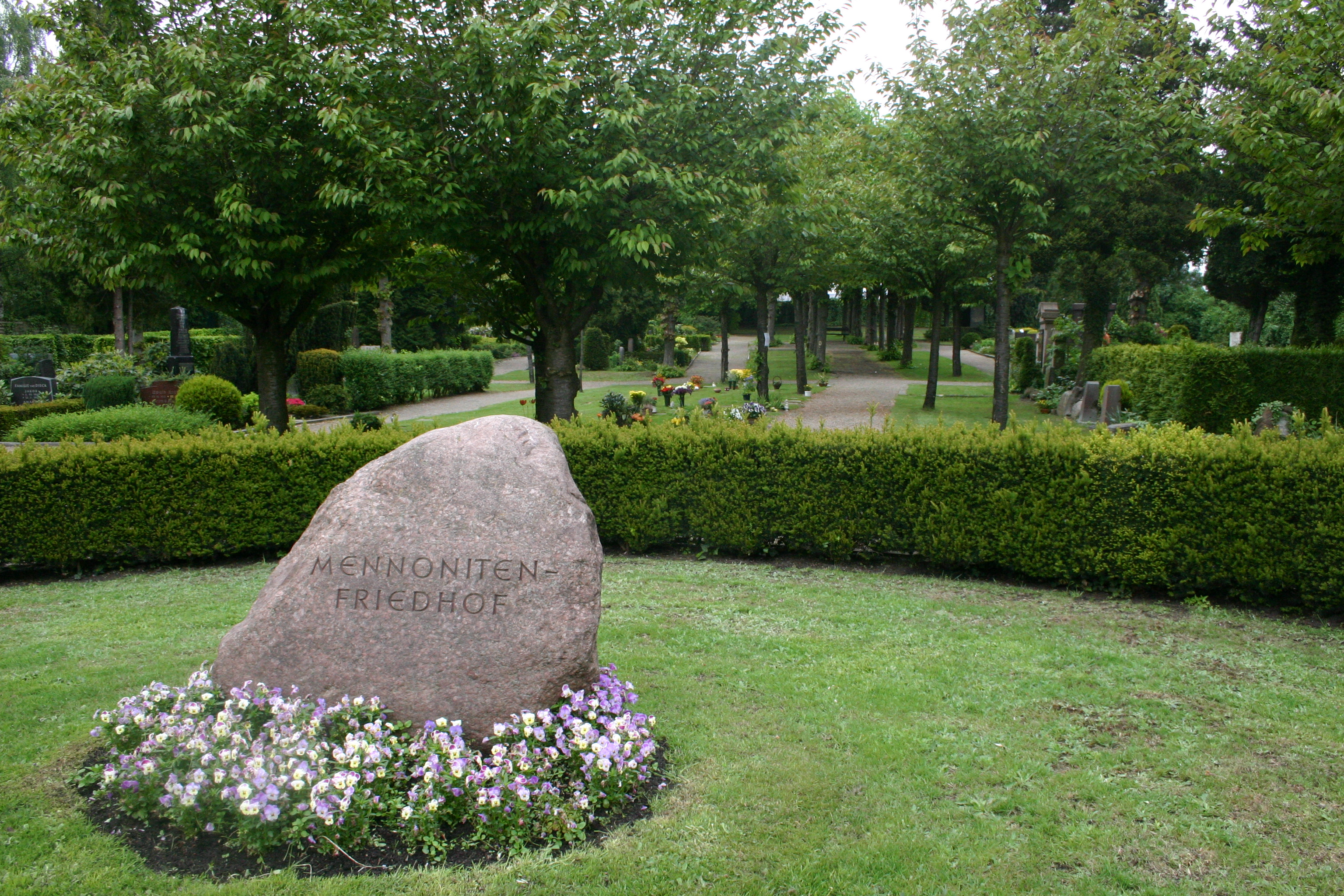
Blick auf den Mennonitenfriedhof in Hamburg-Altona
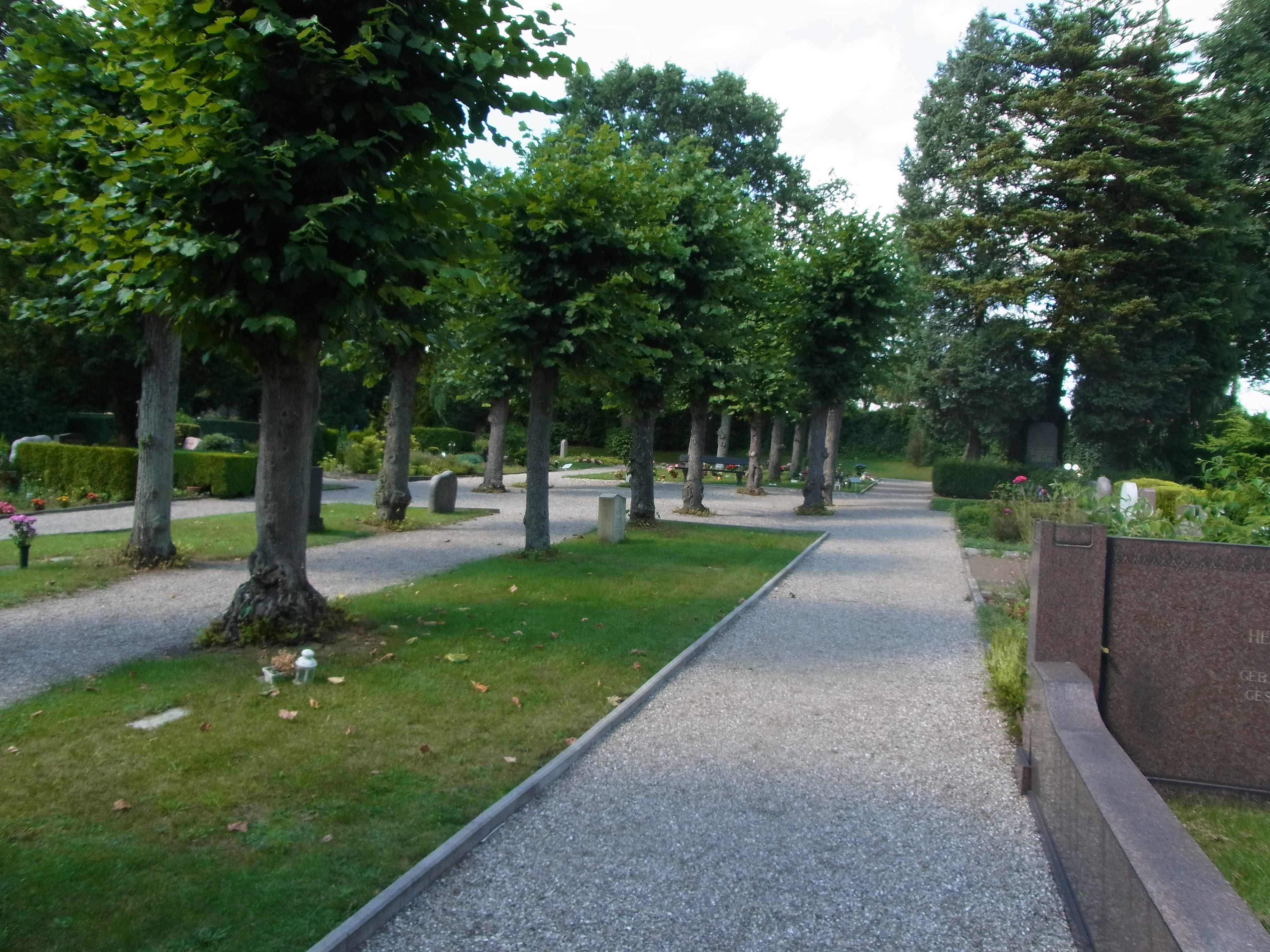
Wege und Grabstellen
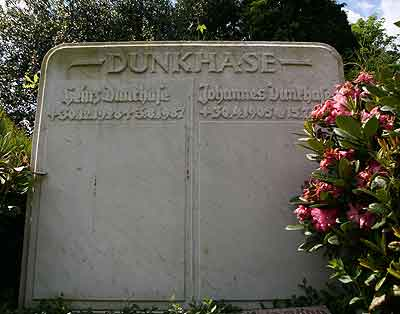
Grabstein von Heinz Dunkhase, u.a. Regisseur von Dinner for One.
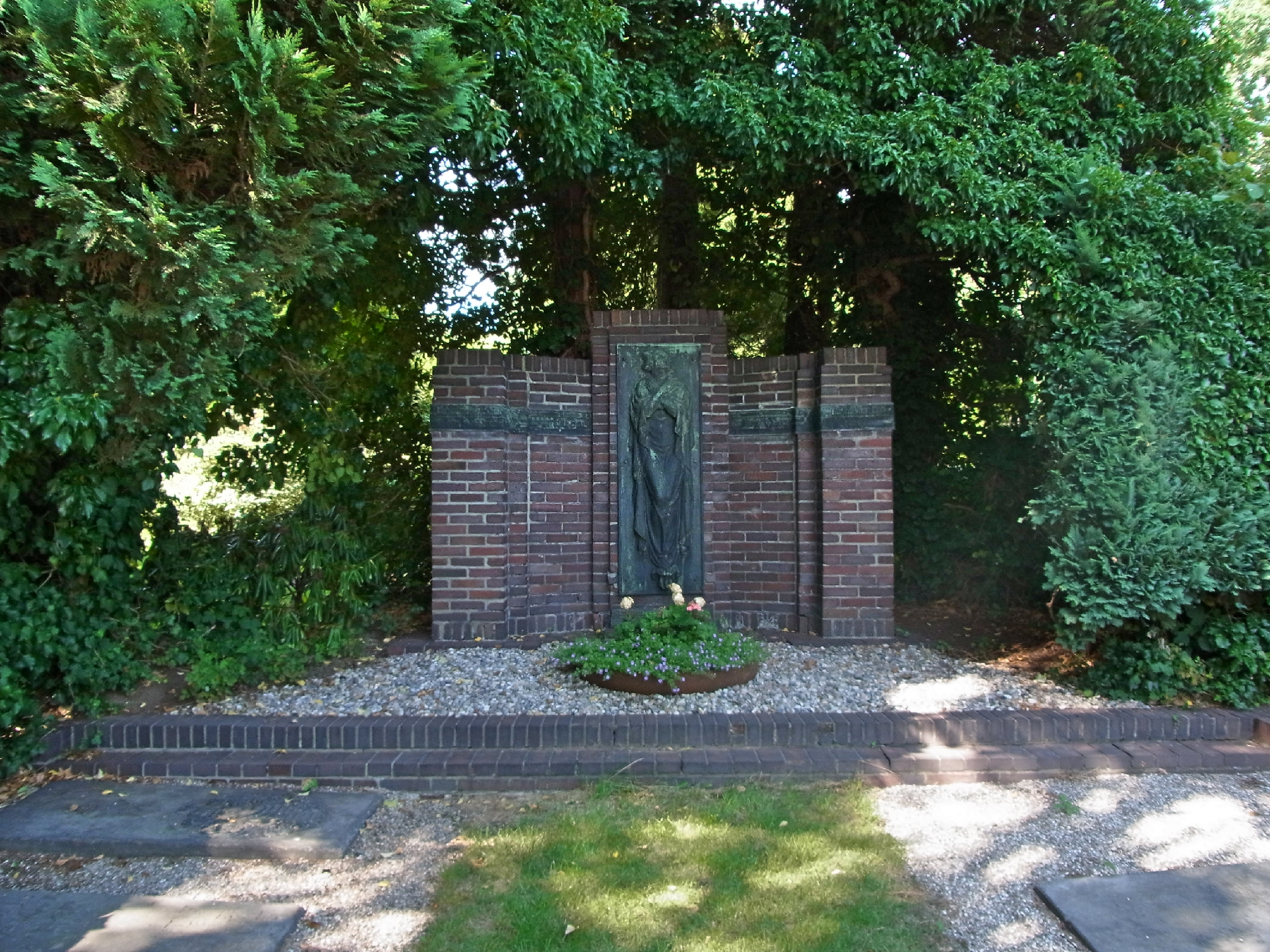
Vom ehemaligen Friedhof in der heutigen Paul-Roosen-Straße wurden insgesamt 36 Grabplatten zum neuen Friedhof gebracht. Diese befinden sich in einem separaten Bereich, als Abschluss steht dieses Denkmal.
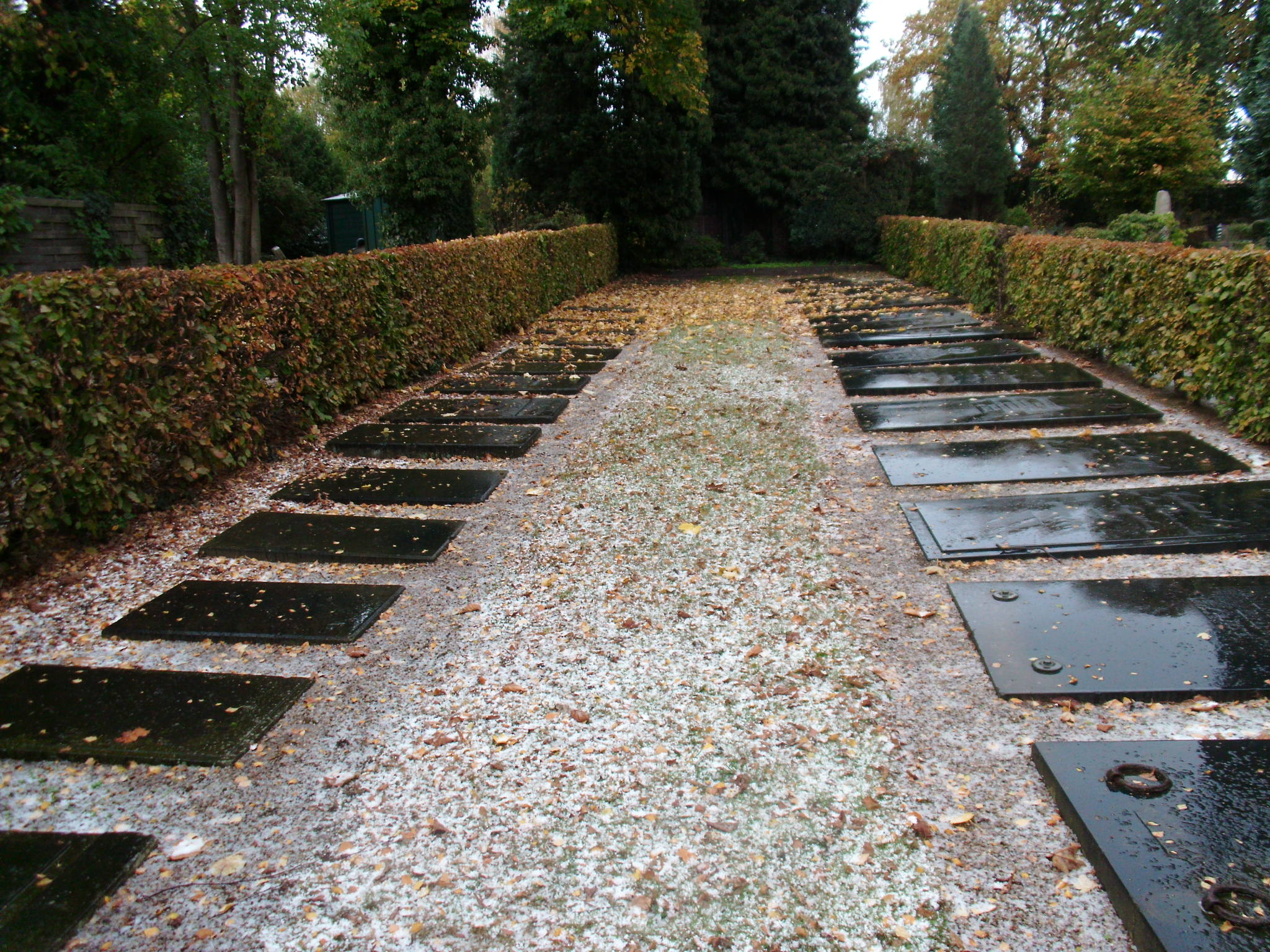
Blick auf die Grabplatten aus der Paul-Roosen-Straße.

### HanfeldbeiStarnberg
In Hanfeld, einem Stadtteil von Starnberg, ist in der Zeit von 1807 bis 1887 ein Mennoniten-Kirchhof bezeugt. Er wurde aufgelassen, nachdem die letzten Mitglieder der Glaubensgemeinschaft weggezogen waren.

### Katzweiler-Kühbörncheshof
„Damals [1772] bereits hatten dei Mennoniten auf dem Kühbörncheshof einen eigenen Friedhof. Er liegt neben dem Anwesen Hertzler-Koller und dürfte 1743 angelegt worden sein. In jener Zeit befahl Kurfürst Carl Theodor, dass die verstorbenen 'Wiedertäufer' , ihre Kinder und ihr Gesinde nicht mehr von lutherischen und reformierten Pfarrern bestattet werden dürfen, wie dies vielfach vorher geschehen ist. Sie durften auch auf keinen Fall dort beerdigt werden, wo Katholiken ihre Toten begruben. So können wir davon ausgehen, dass der Friedhof unmittelbar nach diesem kurfürstlichen Erlass errichtet wurde und auch der Hofgründer Hans Heinrich Lattschar hier seine letzte Ruhe gefunden hat. ... Durch den starken Zuzug nach dem Zweiten Weltkrieg war der alte Friedhof bald zu klein geworden, so dass 1954 eine neue Begräbnisstatte angelegt werden musste.“

### Kerzenheim

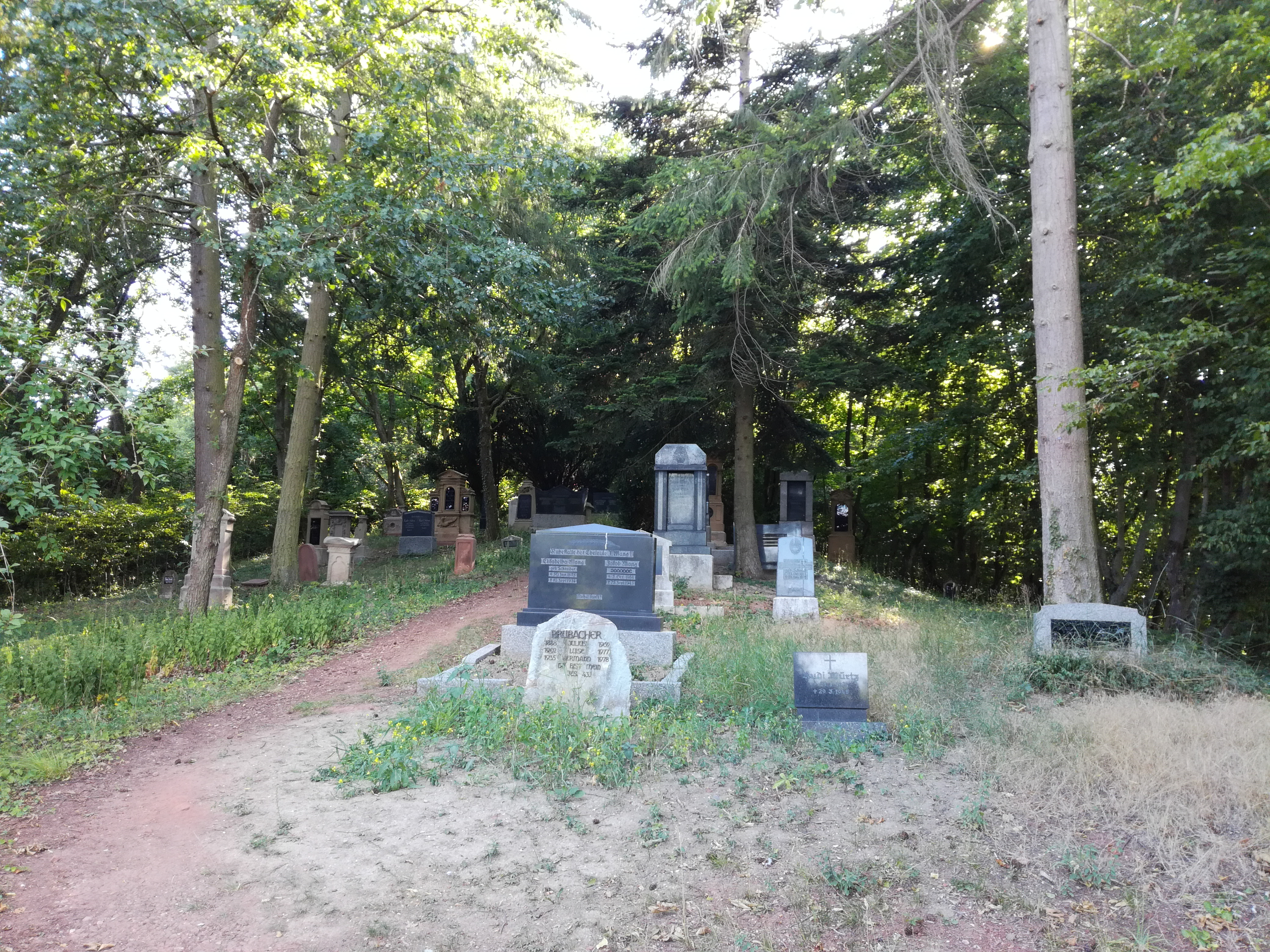
Rosenthalerhof (Kerzenheim)

Am Rande des Ortsteils Rosenthal gibt es einen kleinen Friedhof, der auf Landkarten teilweise als „Alter Friedhof“, teilweise als „Mennonitenfriedhof“ bezeichnet wird. Er wurde im 19. Jahrhundert von den in Rosenthal ansässigen Mennoniten angelegt. Nachdem er später verwilderte, ist er 1996 renoviert worden.

### Lettweiler-Neudorferhof
Ummauerter mennonitischer Friedhof am Rande einer Mennonitensiedlung.

### Leutesdorf
Von 1949 bis 1972 war im Leutesdorfer Schloss Marienburg ein mennonitisches Altenheim eingerichtet, dessen aus Ost- und Westpreußen stammende Bewohner ab 1954 auf einem eigenen Friedhof direkt am Rhein bestattet wurden.
Die Grabplatten sind schlicht und in den Boden eingelassen. Eine Belegung findet seit 1997 nicht mehr statt.
Es befinden sich dort noch 170 Grabstellen. Der Friedhof gehört heute Menndia e. V. Nach Ablauf der Ruhefristen soll der Friedhof ab Juli 2022 aufgelöst werden; die weitere Nutzung des Grundstücks ist noch nicht geklärt (Stand Januar 2022). Im Juli 2023 wurde das Grundstück an die Ortsgemeinde Leutesdorf übertragen.

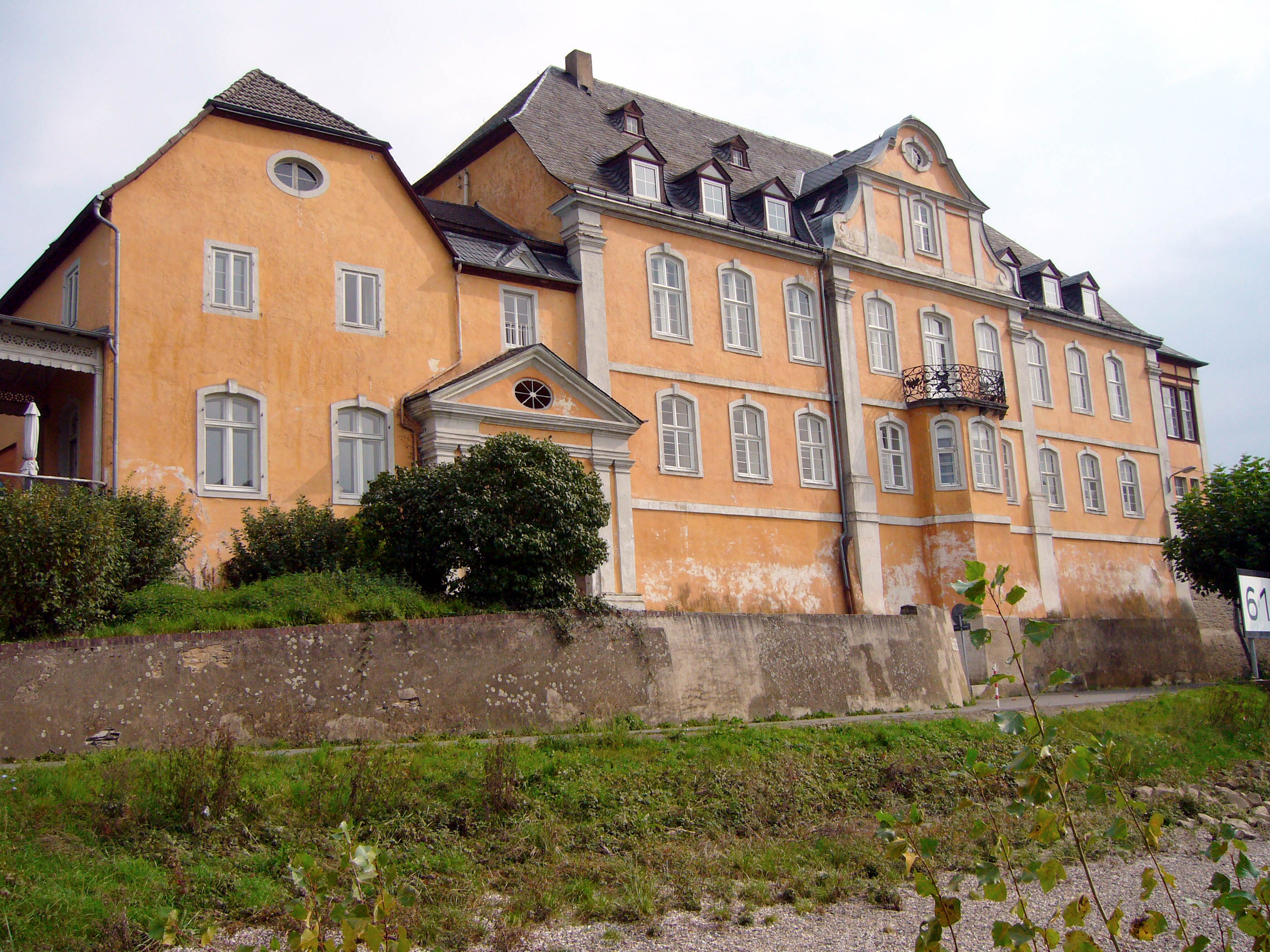
Schloss Marienburg in Leutesdorf, zeitweilig ein mennonitisches Altenheim
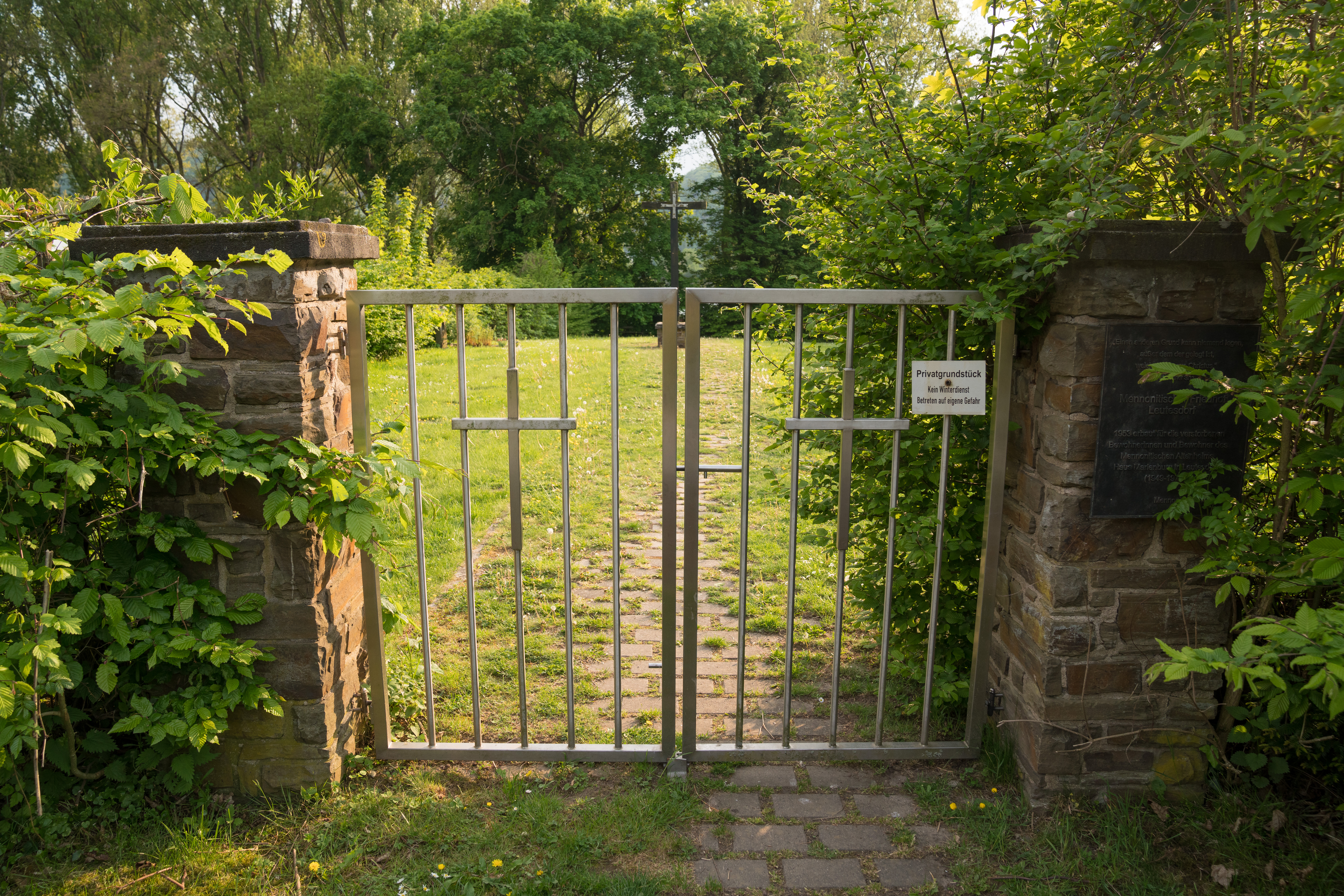
Eingangstor, rechts mit einer Erläuterungstafel
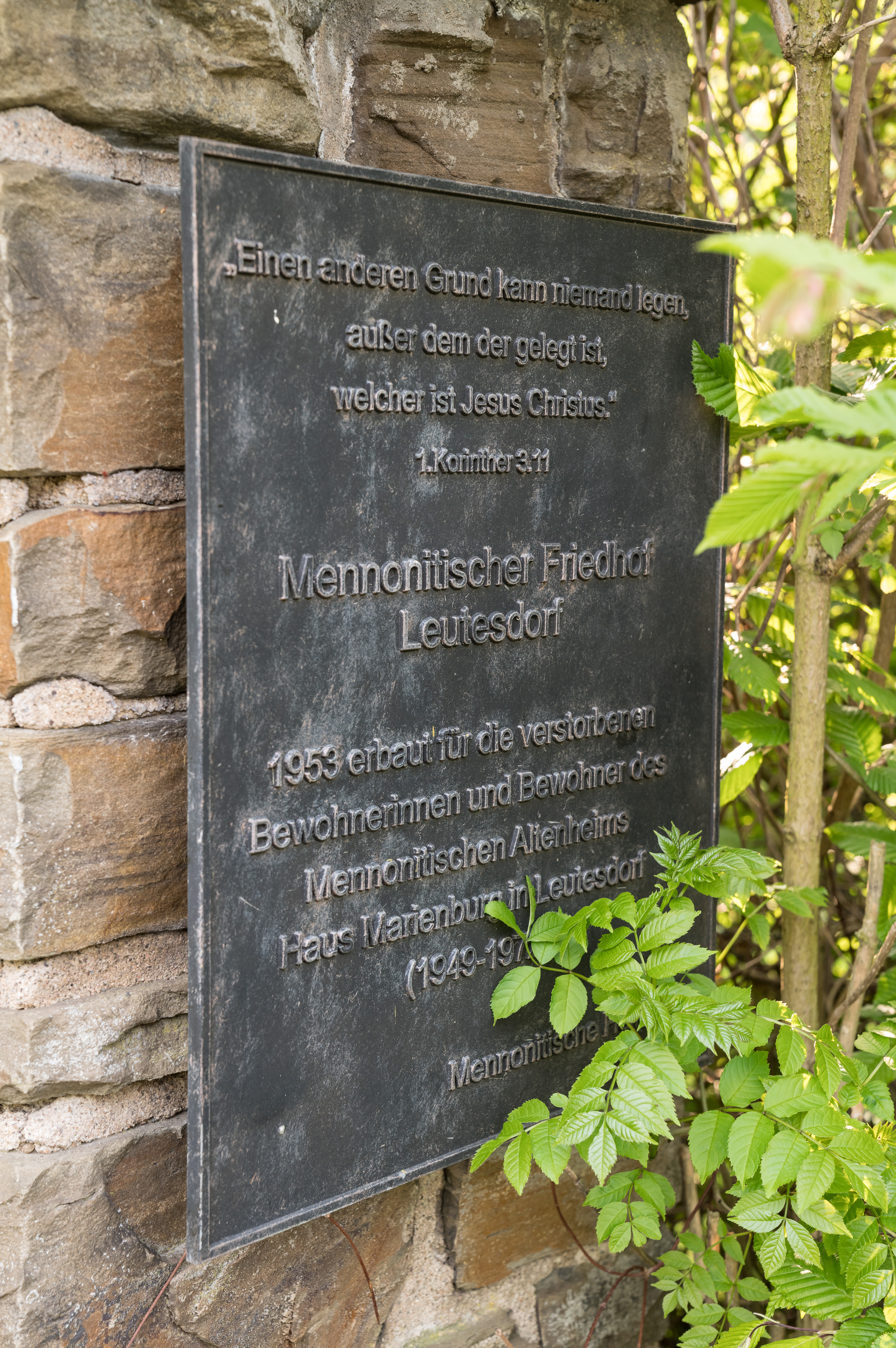
Tafel mit Erläuterungen
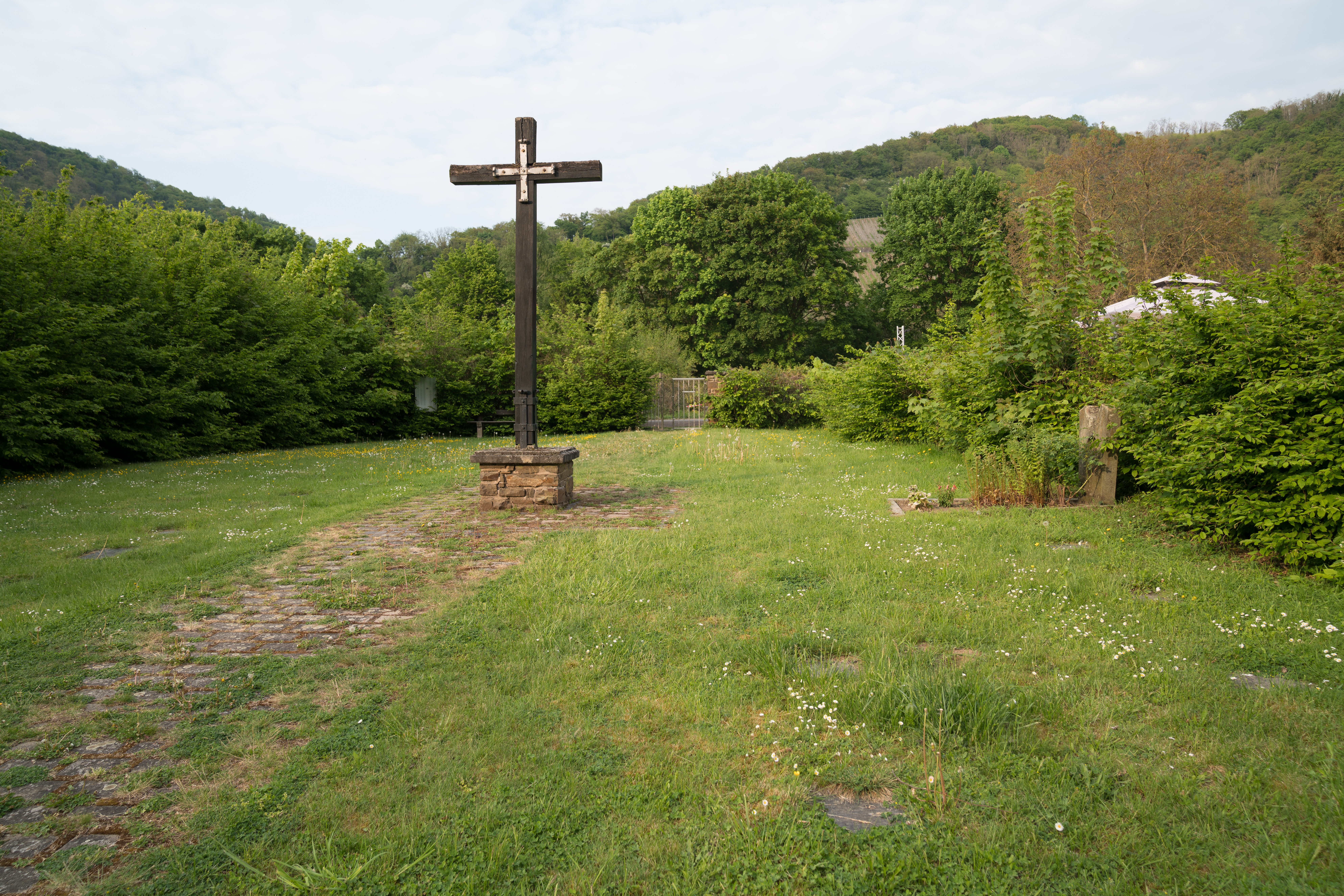
Mennonitischer Friedhof Leutesdorf im Mai 2022
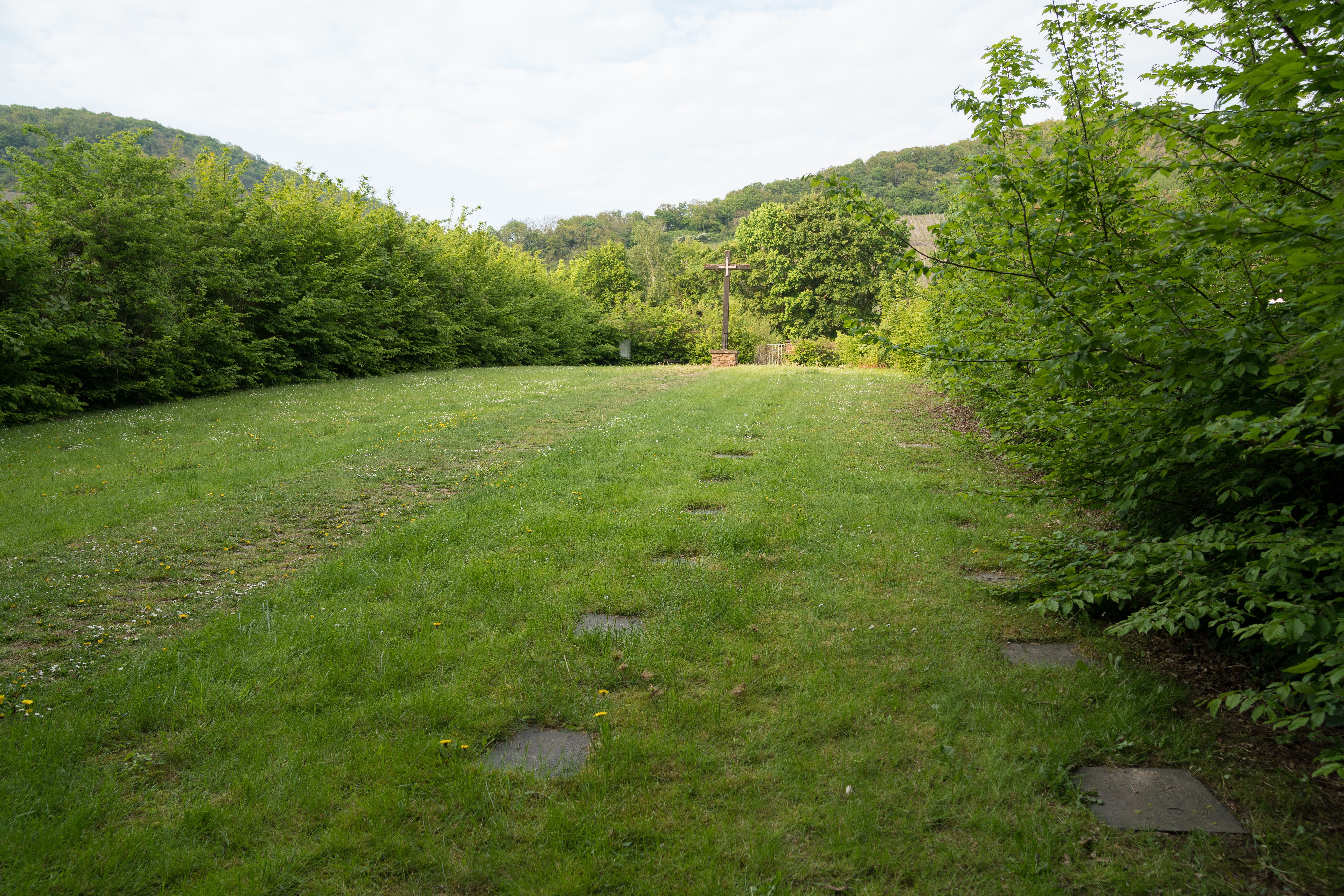
Gesamtansicht des Grabfeldes

### Limburgerhof-Kohlhof
Der mennonitische Friedhof bildet eine Denkmalzone. Er wurde 1840 angelegt und um 1940 erweitert; als Grabmäler dienen schräggestellte Tafeln.

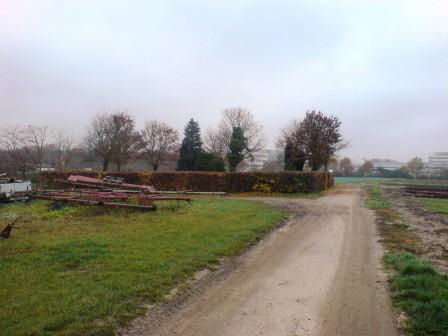
Der Kohlhöfer Friedhof liegt hinter einem Bauernhof
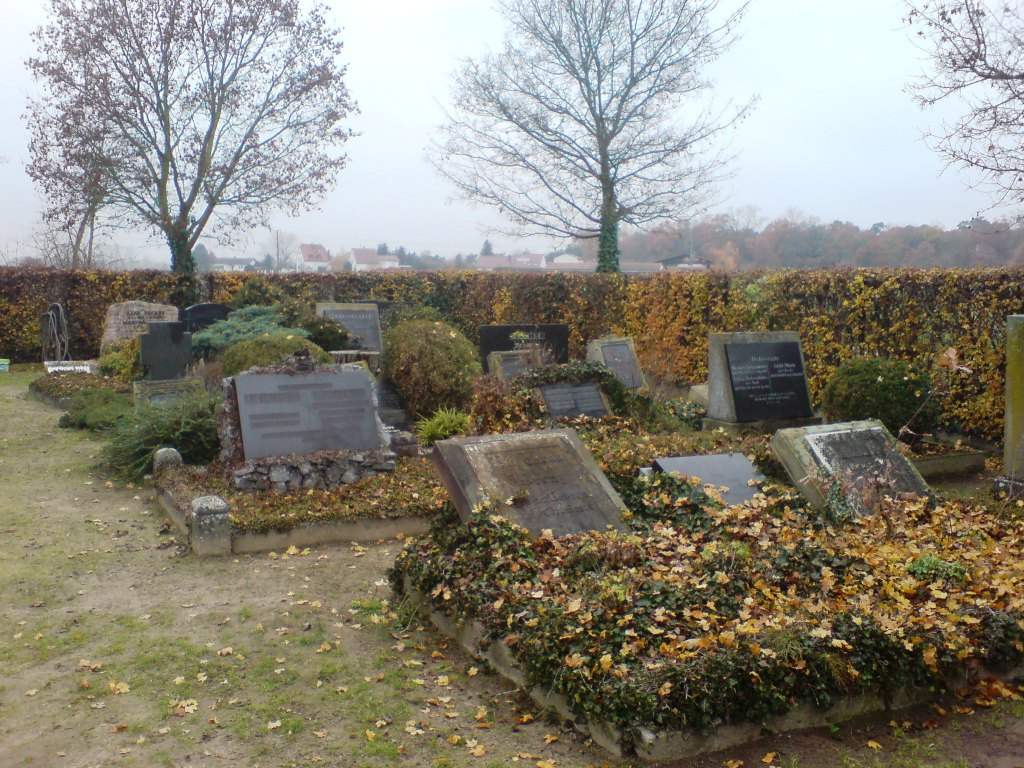
Die Grabsteine sind grundsätzlich schräg aufgestellt

### Markt Indersdorf-Eichstock
Eichstock war nach Maxweiler die zweite geschlossen mennonitische Siedlung in Bayern. Der Friedhof wurde 1841 parallel zur Errichtung des Bethauses angelegt. Das Gelände für beides war 1838 von den Brüdern Johann und David Ruth gestiftet worden.
Hier wurde 1943 der Täuferforscher Christian Hege in der Grabstätte seines Vaters beigesetzt. 2003 ehrte ihn der Mennonitische Geschichtsverein mit einer Gedenktafel, die an dieser Stelle angebracht wurde.

### Markt Indersdorf-Wagenried
Von 1823 bis 1841 wurde ein Begräbnisplatz errichtet und genutzt, der dann durch einen neuen beim mennonitischen Bethaus in Eichstock abgelöst wurde.

### Monsheim-Kriegsheim
Die heutige Mennonitengemeinde Monsheim hatte ihre Kirche bis 1820 in Kriegsheim, das seit 1969 ein Ortsteil von Monsheim ist. Dort befand sich ein Friedhof der Gemeinde an der Stelle, an der seit 1864 die römisch-katholische Kirche steht.

### Neuburg an der Donau-Bergen
In der Gemarkung Bergen gibt es im Wald beim Forsthaus einen alten, nicht mehr belegten, offensichtlich ungepflegten Friedhof in einem Wald.

„Spätestens 1813 war auch auf dem heute untergegangenen Forsthof ... eine Begräbnisstätte vorhanden. Dort fanden zahlreiche Beerdigungen von Forsthofbewohnern ... und auswärtiger Amischer ... statt. An diesen 1889 aufgegebenen Friedhof erinnert noch die kaum mehr erkennbaren Reste der Umfassungsmauer und ein fragmentarisch erhaltener Gedenkstein.“

Die Inschrift des Gedenksteins lautet: Ruhestätte der Familie Oesch, Besitzer des Forsthofes 1827–1889.

### Neustadt an der Weinstraße-Branchweilerhof
Zunächst gab es einen Friedhof bei der Kapelle auf dem Branchweilerhof. Als dieser zu klein wurde, wurde in ca. 1 Kilometer Entfernung auf damals freiem Feld ein neuer Friedhof angelegt, heute an der Adolf-Kolping-Straße gelegen. Da die Gemeinde noch keine Rechtsform hatte, erwarben mehrere Gemeindemitglieder das Land hierfür 1893 privat: 730 Quadratmeter für 575 Goldmark. 1973 wurden weitere 840 Quadratmeter zum Preis von 8.000 DM dazugekauft.

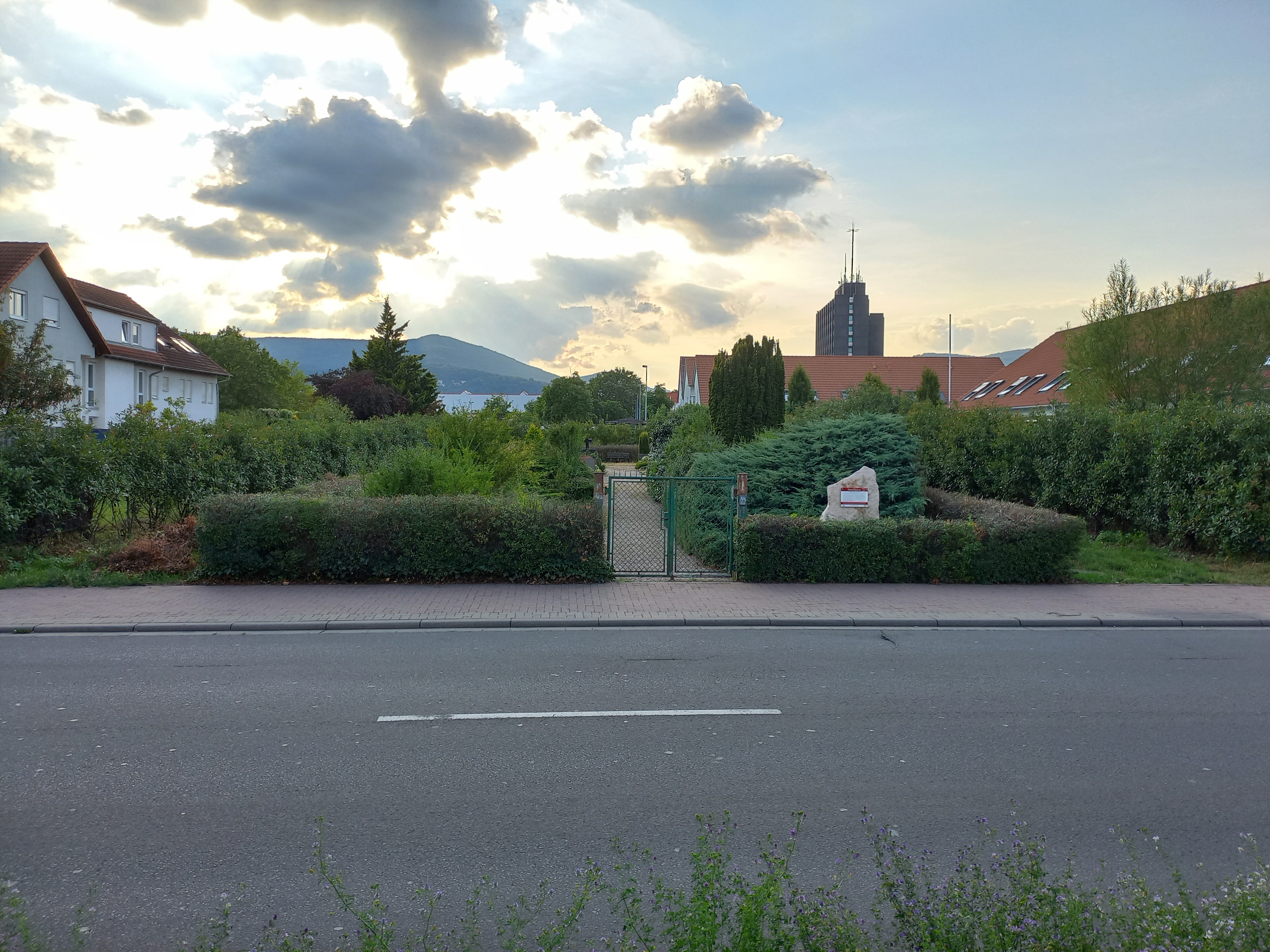
Blick nach Westen auf den Friedhofseingang
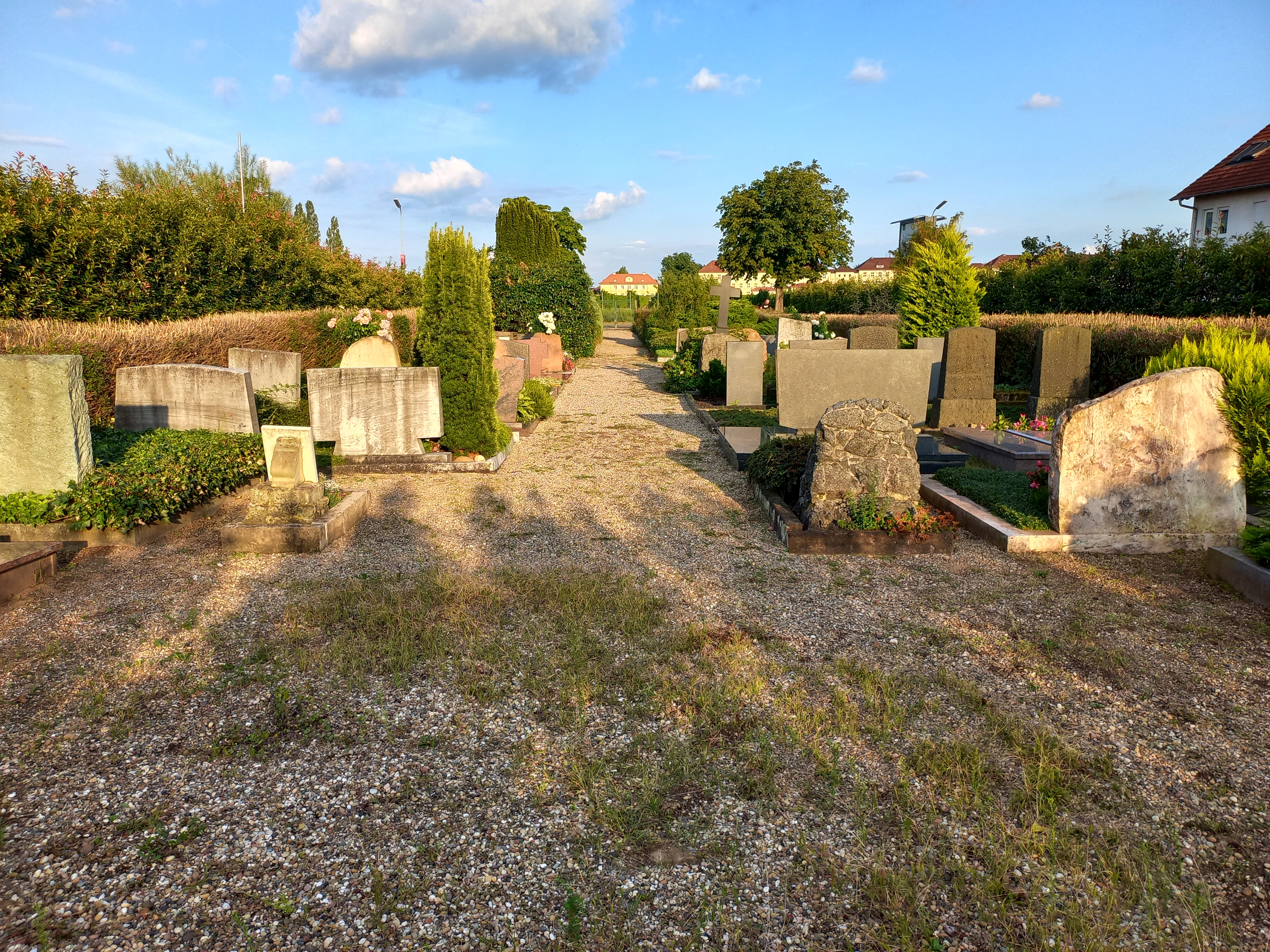
Blick nach Osten, auf dem Friedhof
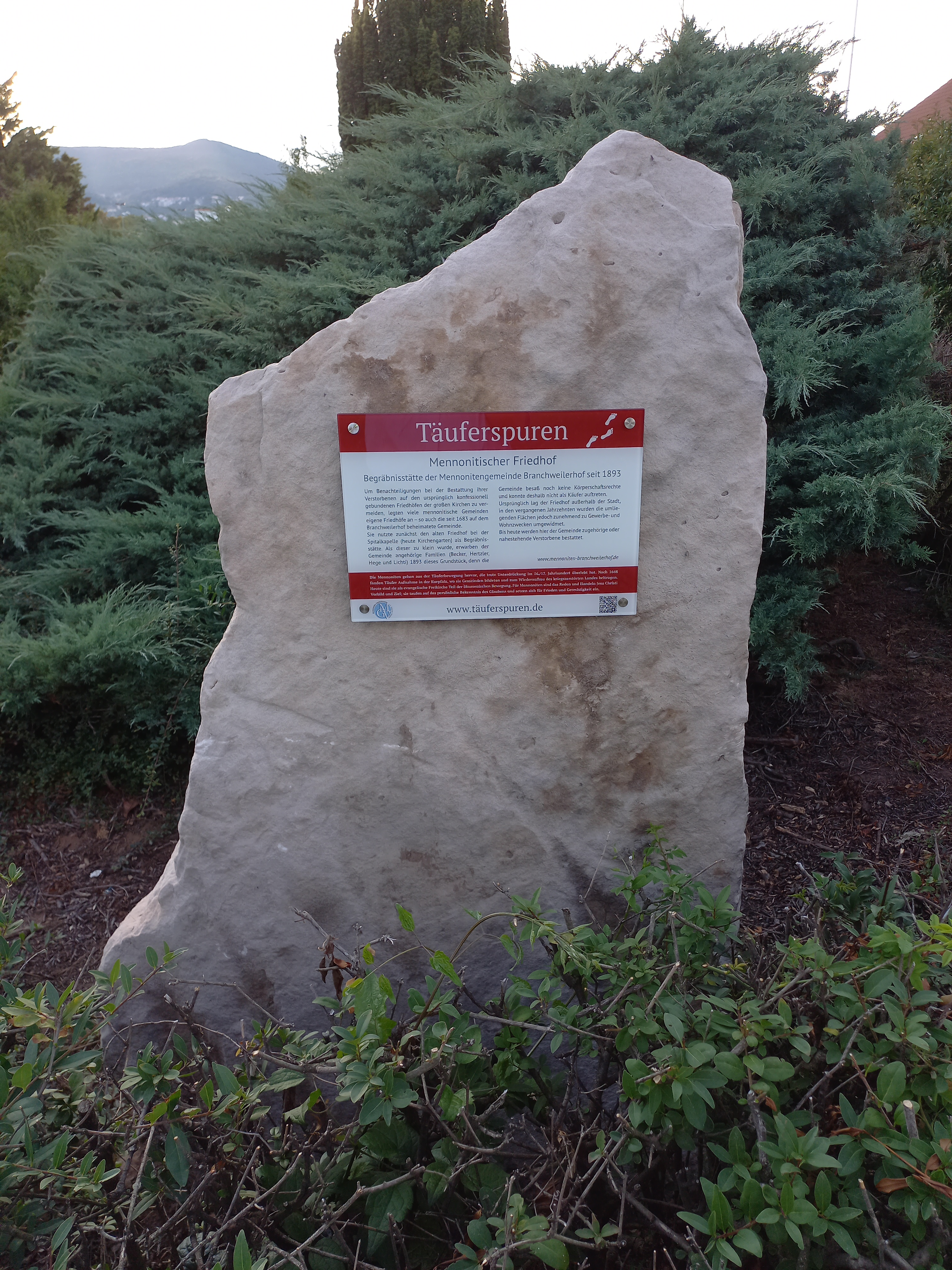
Täuferspurentafel mit Erläuterungen zum Friedhof

### Ober-Flörsheim
Hier gab es bis zum 19. Jahrhundert einen mennonitischen Friedhof.

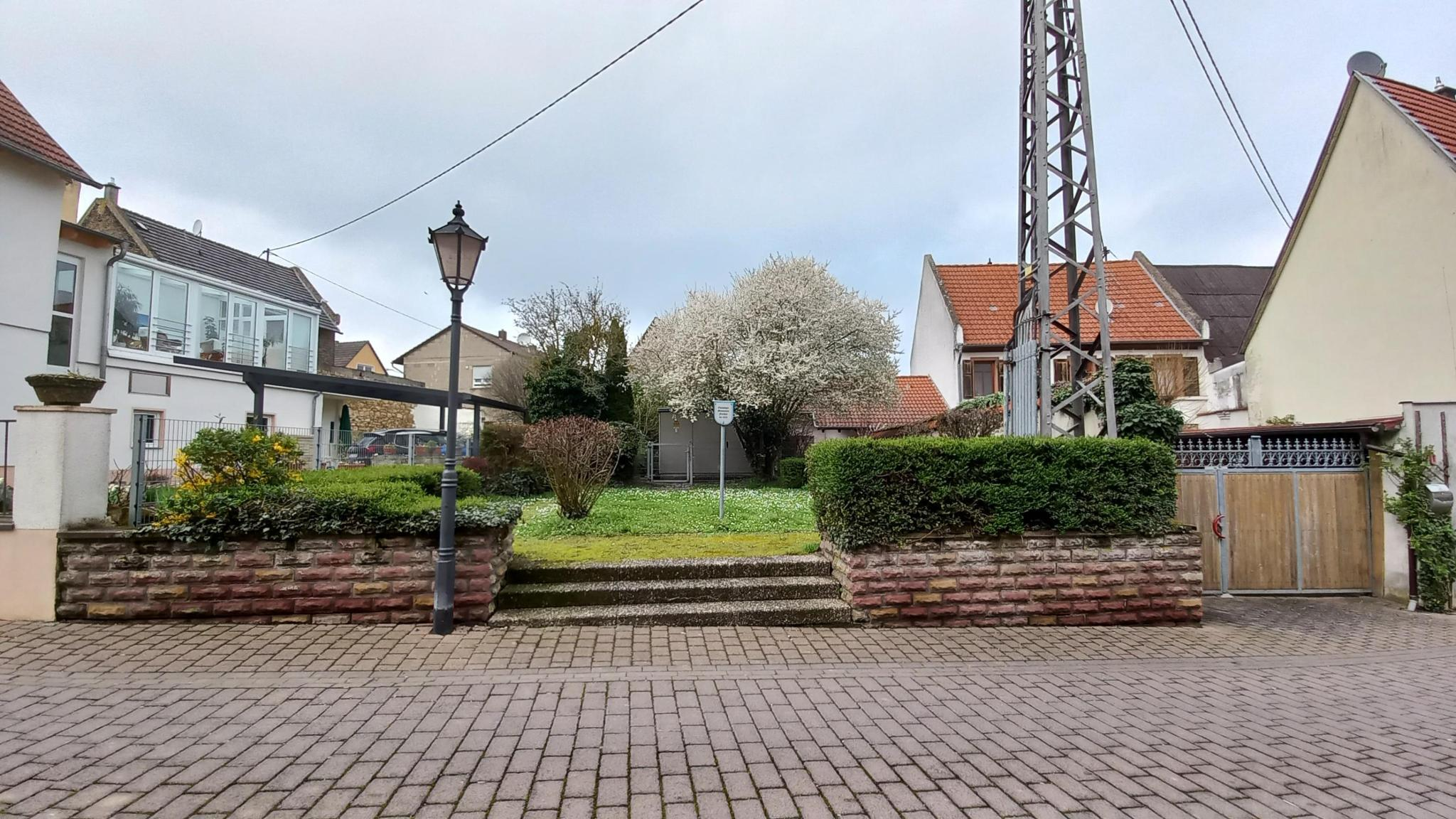
Gesamt-Ansicht
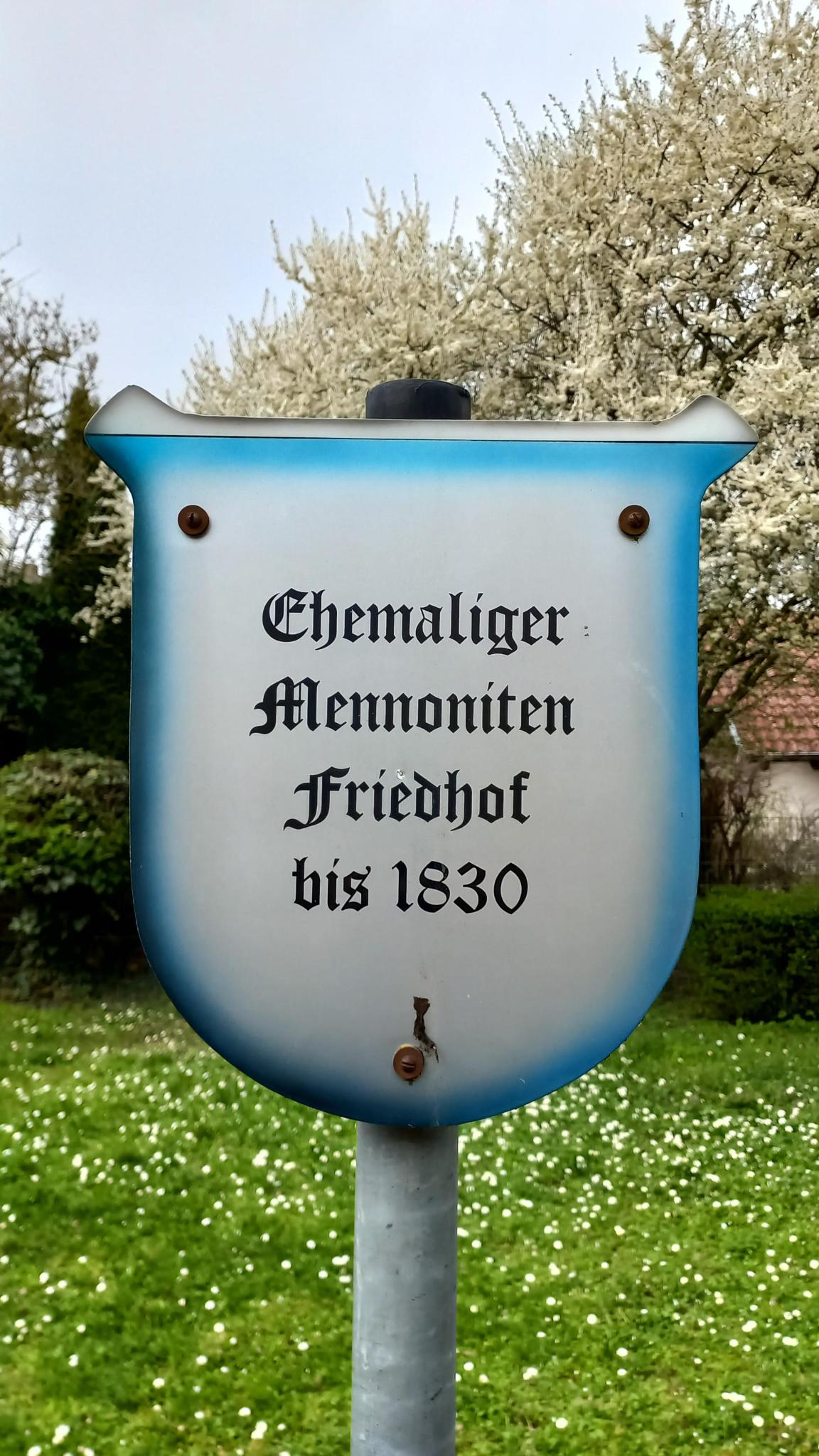
Hinweisschild / Gedenktafel
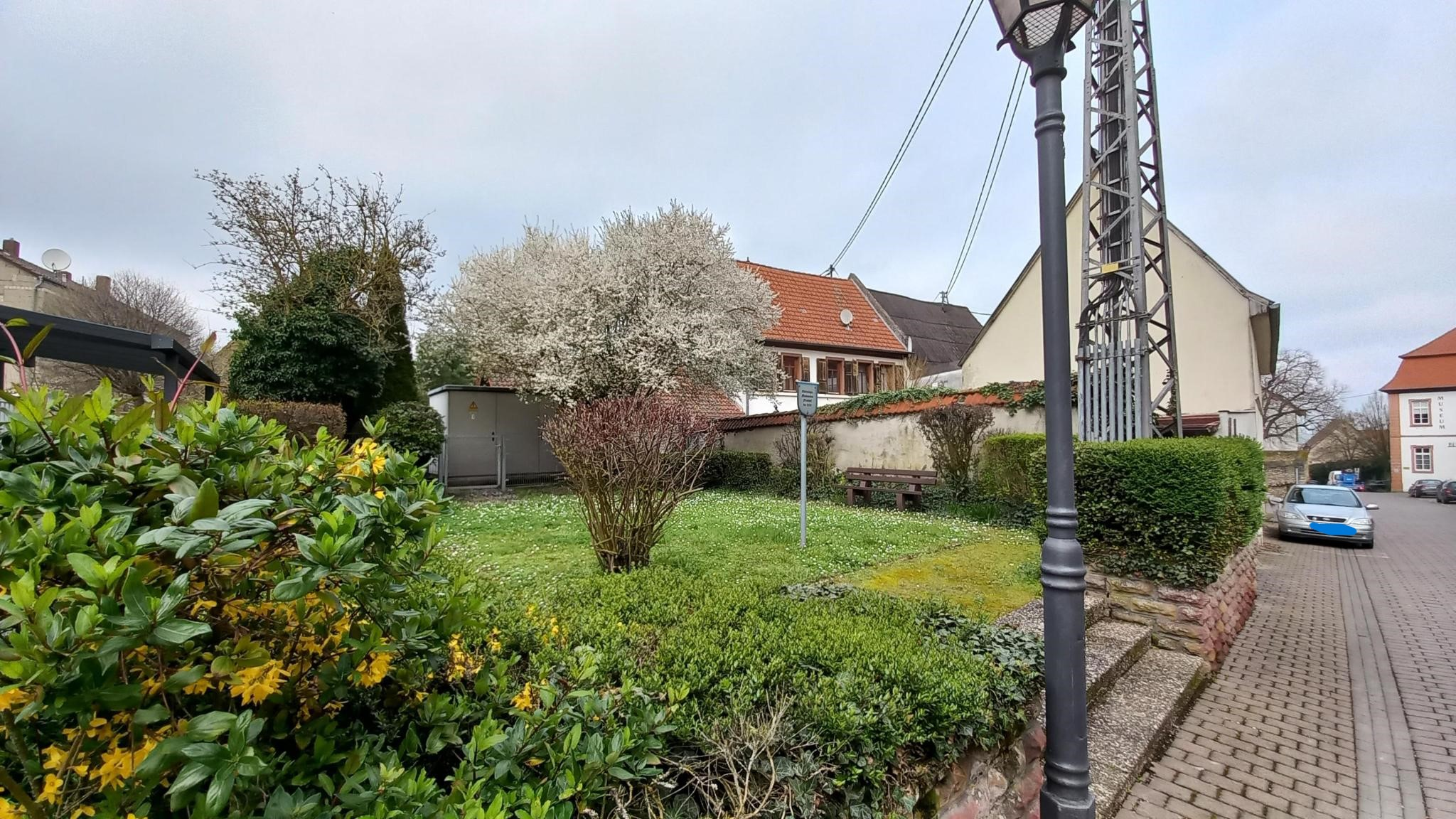
Teil-Ansicht

### Otterberg
Noch im Jahre 1948 existierte in Otterberg ein Mennonitenfriedhof; diese haben dort seit Beginn des 18. Jahrhunderts gesiedelt.

### Sinsheim
In der Nähe der Straße Sinsheim - Weiler (L 550), südlich der A 6, liegt das Naturdenkmal „Alte Eiche“ auf dem Weg zum Immelhäuser Hof.

„In der ersten Weggabelung befindet sich der winzige 'Alte Mennonitenfriedhof' mit drei Grabsteinen. Hier stand auch eine kleine Kirche. Nach dem zweiten Weltkrieg diente sie Heimatvertriebenen als Wohnung. Dann wurde der marode Bau abgerissen. Von vier Höfen existieren noch zwei. Einen davon betreibt die Mennonitenfamilie Binkele in vierter Generation.“

### Sippersfeld
Östlich der Gemarkung Pfrimmerhof befindet sich ein kleiner mennonitischer Friedhof, der vermutlich um 1800 angelegt worden ist.

### Trippstadt
In der Nähe der Burg Wilenstein befindet sich ein mennonitischer Friedhof, der auch Wilensteiner Friedhof genannt wird.

### Viersen
In Viersen befand sich nach Angaben des Viersener Bannbuchs westlich der Gladbacher Straße, in der durch sie und dem Ornperter Weg gebildeten Wegegabel, ein täuferischer Friedhof.

## Frankreich

### La Broque-Salm
Im Ortsteil Salm, unterhalb der Burg Salm, gibt es einen mennonitischen Friedhof (neben einem Campingplatz gelegen). Er ist im 19. Jahrhundert angelegt und bis 1939 genutzt worden.

### Dorst/Waldhouse
Friedhof der Mennoniten von Dorst:

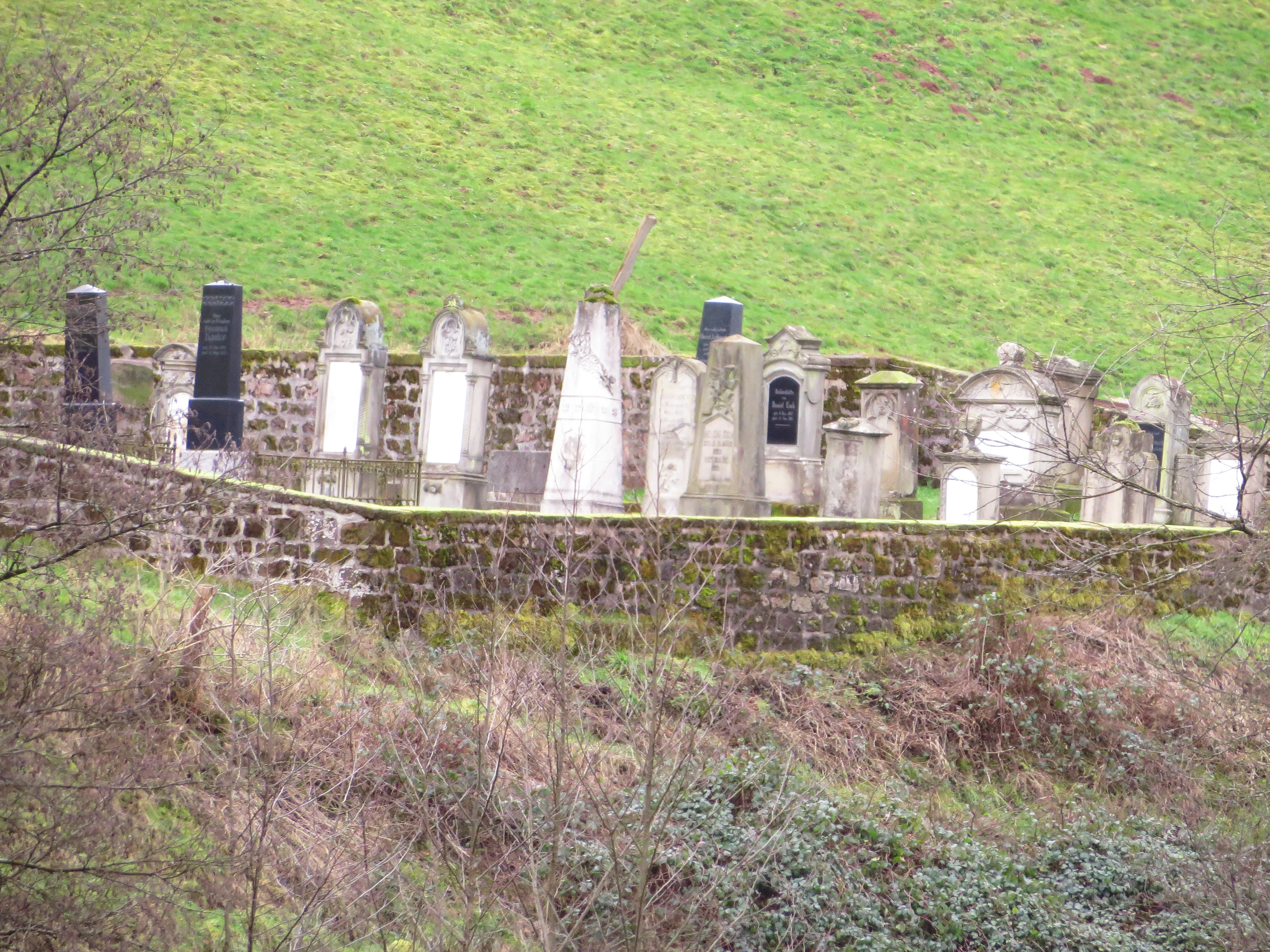
Mennonitischer Friedhof Dorst

Dorst war eine ehemals mennonitische Siedlung, die heute überwiegend zur Gemeinde Walschbronn gehört. Der Friedhof selber liegt auf einem Hang auf einer Wiesenfläche in der Gemarkung von Waldhouse.
Die ältesten Grabsteine datieren von 1856. Eventuell wurden hier schon vorher Mennoniten begraben, oder es gab vorher Bestattungen bei ihren Höfen. Die letzte Beisetzung fand 1935 statt.
Der Friedhof verwilderte in der Folgezeit. 2004 beschloss die Gemeinde Waldhouse eine Restaurierung und erwarb die Friedhofsfläche. 2006 war die Instandsetzung abgeschlossen.
Nach der zweijährigen Restaurierung wurde darüber 2011 eine Fotoausstellung gezeigt. Die Grabinschriften finden sich meist auf der Rückseite der Grabsteine.

### Florimont

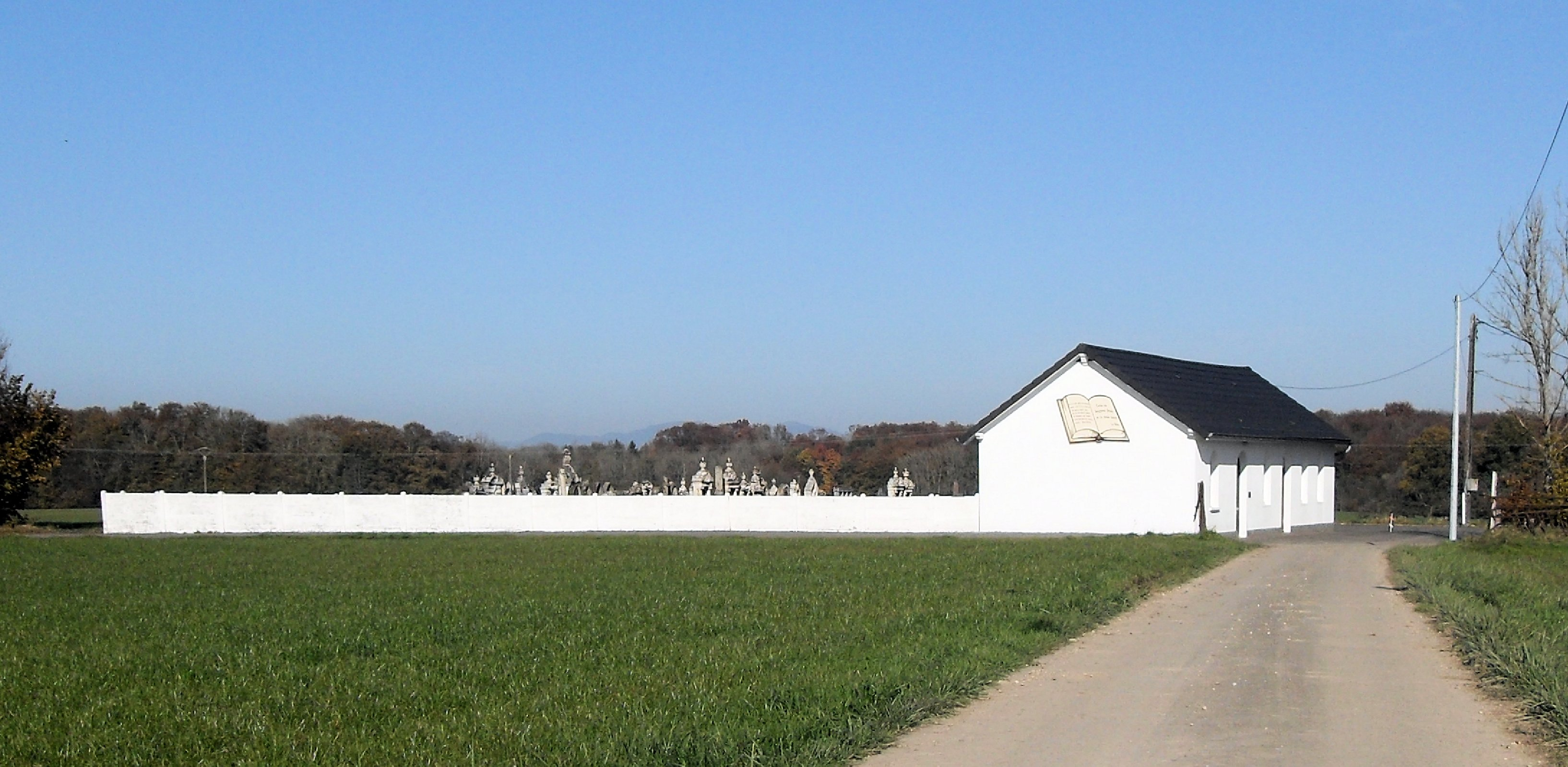
Florimont: Friedhof mit Kapelle

Es gibt im Gebiet der Gemeinde eine Mennonitenkapelle, an die direkt ein Friedhof angrenzt.

### Hanviller
In der Gemeinde Hanviller in Lothringen befindet sich ein zum Gutshof / Schloss Gentersberg gehörender kleiner Friedhof, auf dem im 19. Jahrhundert aus der Deutschschweiz eingewanderte mennonitische Betreiber des Hofes zwischen 1859 und 1917 bestattet wurden. Der verwilderte und verfallene Friedhof wurde 2000–2004 von Ehrenamtlichen der Société d'Histoire et d'Archéologie Lorraine wieder hergerichtet.

### Haraucourt-sur-Seille

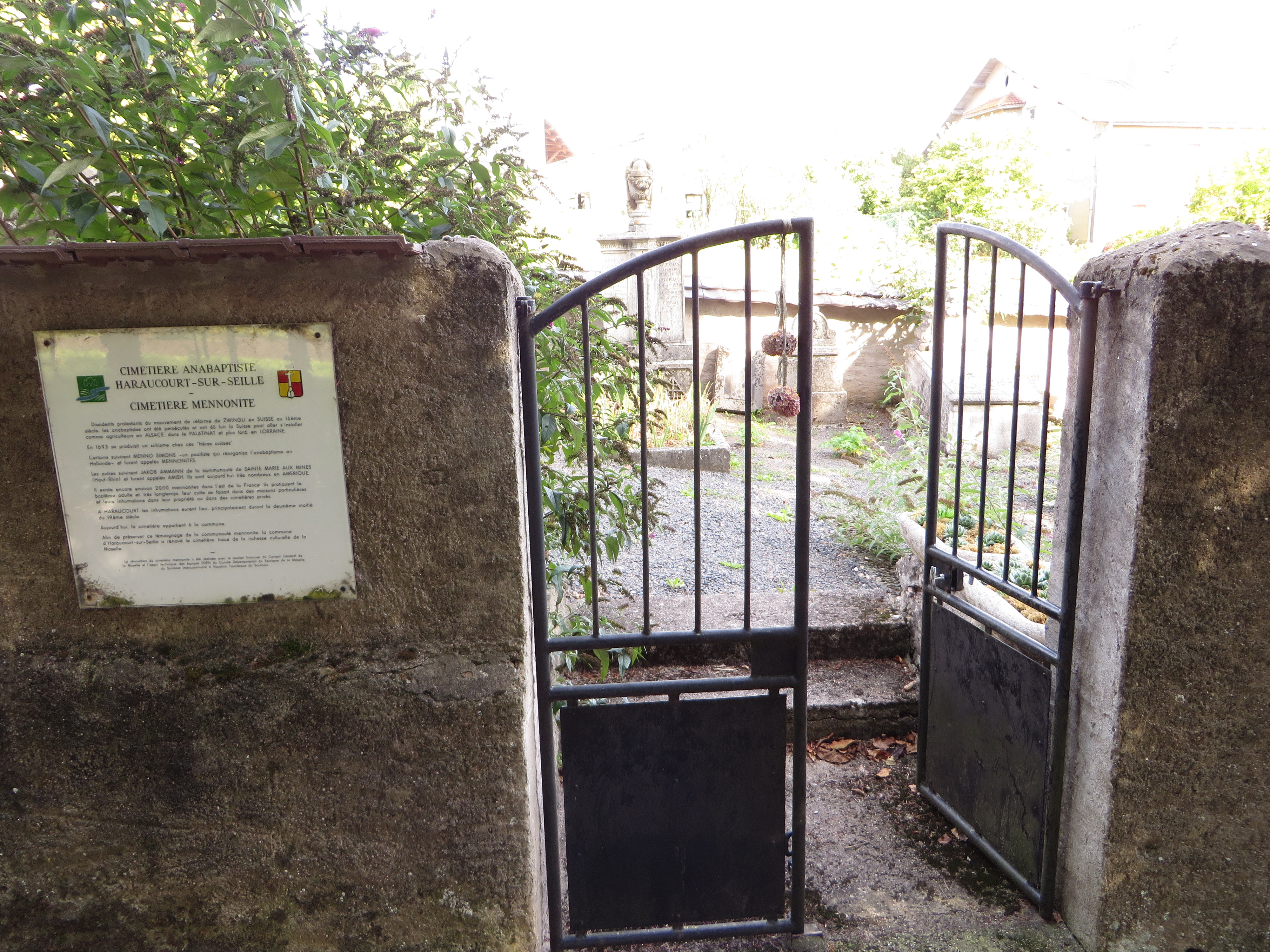
Eingang zum mennonitischen Friedhof in Haraucourt-sur-Seille

Friedhof aus dem 18. Jahrhundert.

### Illtal-Grentzingen
Auf dem Gebiet der Gemeinde gibt es im Wald „Arlen“ einen mennonitischen Friedhof.

### Kalhausen-Weidesheim
Im Weiler Weidesheim in der Gemeinde Kalhausen in Lothringen befindet sich ein kleiner mennonitischer Friedhof, auf dem seit dem 19. Jahrhundert Bewohner und Betreiber der Bauernhöfe des Ortes bestattet werden.

### Urbeis-Climont

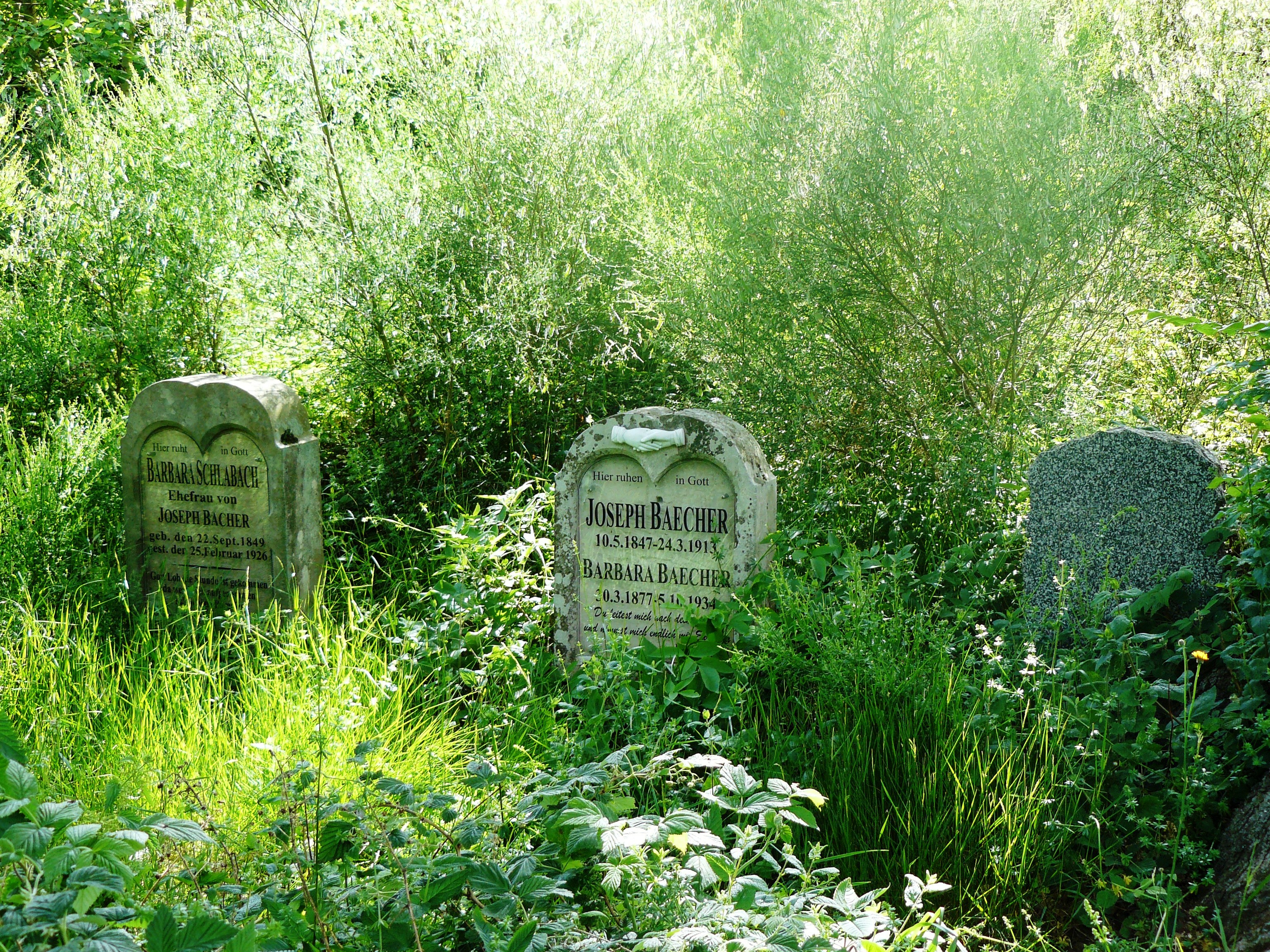
Grabsteine auf dem mennonitischen Friedhof von Climont

Bei dem Weiler Climont, früher eine Mennonitensiedlung, befindet sich ein verwilderter mennonitischer Friedhof.

## Polen

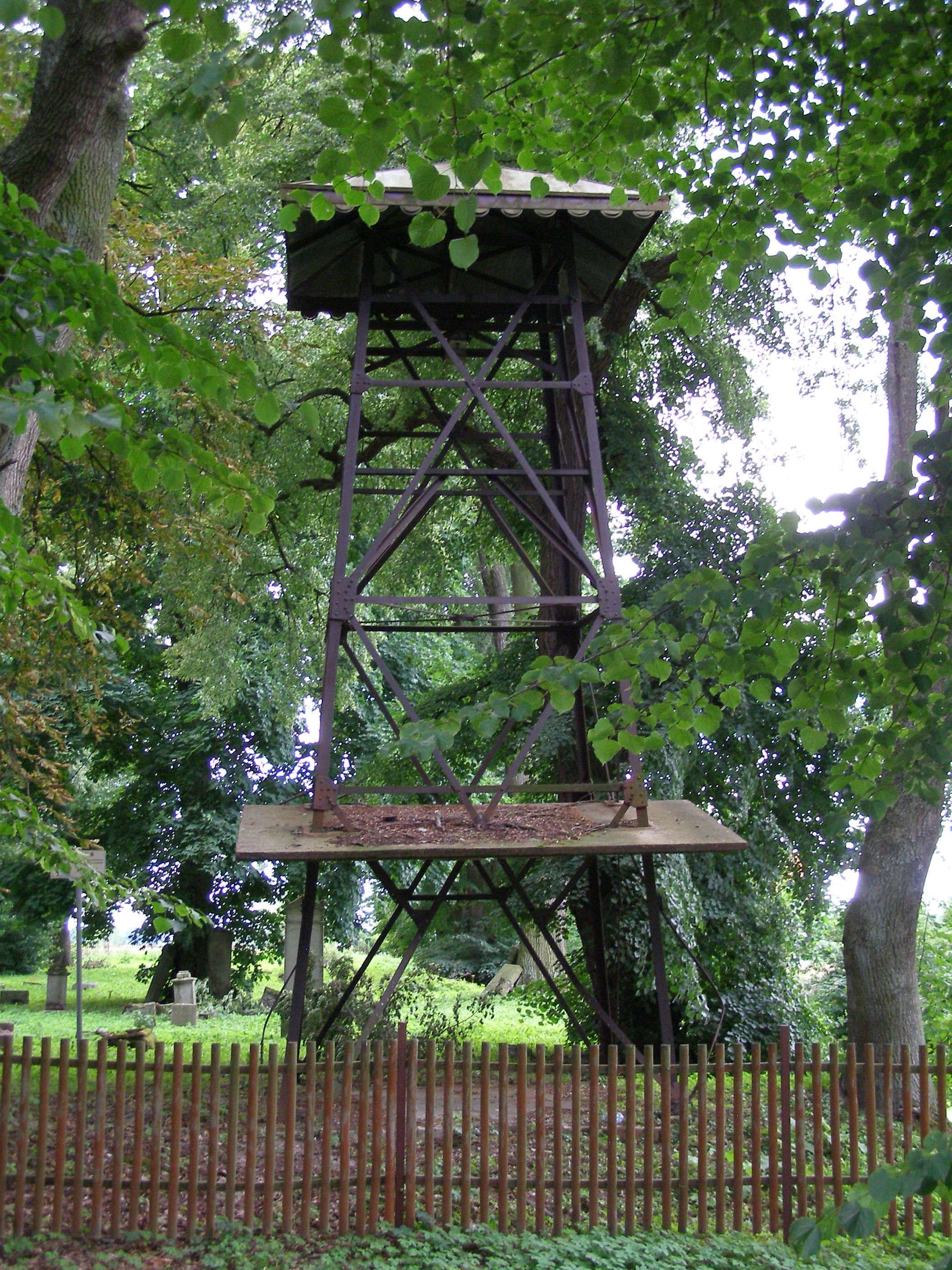
Mennonitischer Friedhof Fischau: Ruine des Glockenturms

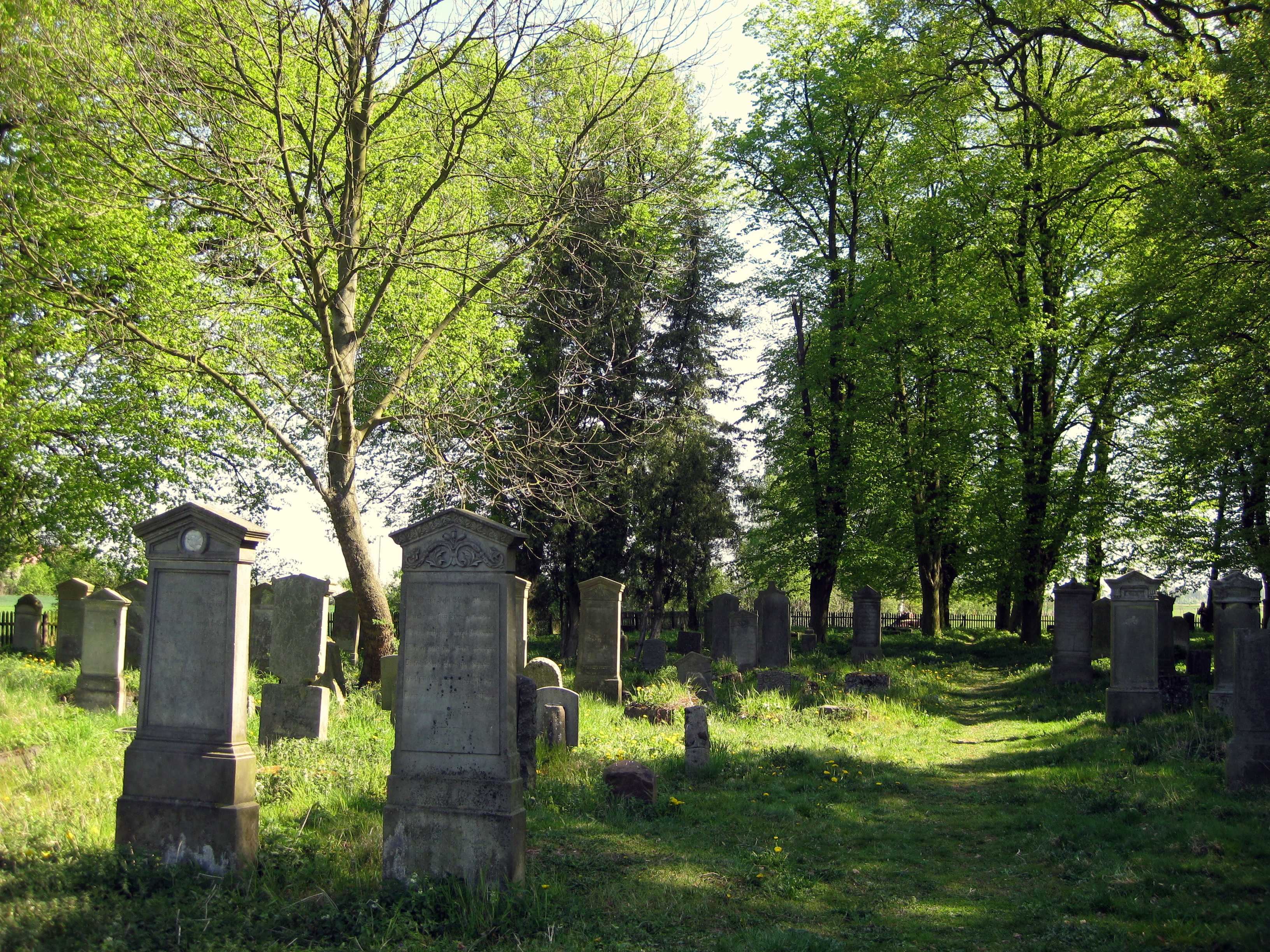
Mennonitischer Friedhof Heubuden

In Polen finden sich eine ganze Reihe mennonitischer Friedhöfe. Die Mennoniten hatten sich besonders in Polnisch-Preußen niedergelassen. Nach der Annexion von Westpreußen und Danzig in den Jahren 1772 und 1793 wanderten viele nach Russland aus.
Beispiele sind:
- Fiszewo (deutsch: Fischau)
- Kępniewo (Kampenau)
- Lasowice Małe (Klein Lesewitz)
- Lubieszewo (Ladekopp)
- Markusy (Markushof)
- Mątowskie Pastwiska (Montauerweide)[52]
- Orłowo (Orloff)
- Rozgart (Preußisch Rosengart)[53]
- Suchowo (Rosenort)
- Słońsk (Sonnenburg)[54]
- Stogi (Heubuden)

Der dortige Friedhof ist von niederländischen Taufgesinnten renoviert worden.
- Szaleniec (Thörichthof)
- Władysławowo (Ellerwald)
- Żelichowo (Petershagen)

sowie
- Mennonitische Friedhöfe in Polen, eine Sammlung von Bildern

## USA
Landis Valley, Pennsylvania